# 北大西洋公约组织
北大西洋公約組織（英語：North Atlantic Treaty Organization，缩写为，缩写为），簡稱北约组织、北约，是一个由32个成员国组成的政府间军事联盟，30个成员国在欧洲，2个成员国在北美。北约成立于第二次世界大战结束后，于1949年签署《北大西洋公约》时成立。该组织负责集体安全，其独立成员国同意相互防御，以应对外部威胁。条约第5条明确规定，对一个成员国的武装攻击应被视为对所有成员国的攻击。
冷战期间，北约的主要目标是威慑和应对以苏联为首的东方阵营的威胁，东方阵营于1955年建立了华沙条约组织。1991年苏联解体后，联盟发起了军事行动，在波斯尼亚和黑塞哥维那（1992-1995年）和南斯拉夫（1999年）进行了首次军事干预。九一一事件发生后，第5条首次也是唯一一次被援引，北约军队作为国际安全援助部队（ISAF）的组成部分部署到阿富汗。此后，该联盟参与了一系列活动，包括在伊拉克培训安全部队、2011年干预第一次利比亚内战以及打击索马里海盗。
自冷战以来，该联盟逐步扩大，包括接纳前华沙条约组织国家和后苏联国家。北约向东扩张一直是与俄罗斯关系紧张的根源，俄罗斯认为北约扩张是安全威胁。2014年俄罗斯吞并克里米亚引发了北约的强烈谴责，并重新关注集体防御。2022年俄罗斯对乌克兰的全面入侵使北约对乌克兰展开大规模军事援助，并导致芬兰和瑞典放弃中立政策并加入北约。自冷战结束以来，已有16个成员国加入北约。
北约总部位于比利时布鲁塞尔，北约军事总部欧洲盟军最高司令部位于比利时蒙斯。北约成员国的军事开支加起来占全球总额的一半以上。成员国承诺将至少2%的国内生产总值（GDP）用于国防，以确保联盟的军事力量。

## 历史

### 二十世紀
北约最早起源于1941年美国和英国之间签订的《大西洋宪章》。《大西洋宪章》为二战后不进行领土扩张的国际合作制定了国际框架。1947年3月4日，法国和英国签署了《敦刻尔克条约》，作为在德国可能发动袭击时的军事联盟和互助条约。1948年3月，该联盟在《布鲁塞尔条约》中扩大到包括比荷卢经济联盟国家，成立了布鲁塞尔条约组织。包括北美在内的更广泛军事联盟的谈判也在美国开始，1947年杜鲁门主义的外交政策促进了国际团结，反对共产主义侵略，如1948年2月捷克斯洛伐克政变。1949年4月4日，西联成员国加上美国、加拿大、葡萄牙、意大利、挪威、丹麦和冰岛签署了《北大西洋公约》。加拿大外交官莱斯特·皮尔逊是该条约的主要起草人。

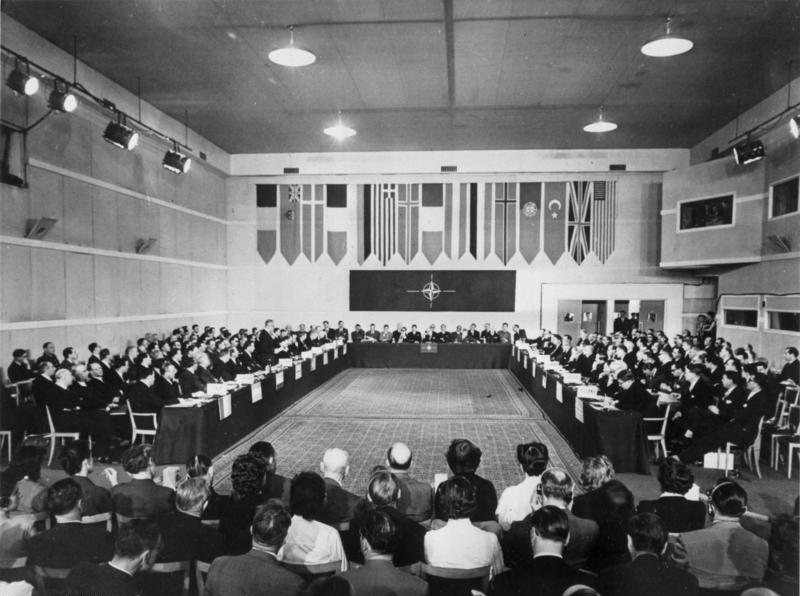
西德于1955年加入北约，导致了华沙条约组织的成立

北约成立初期基本上处于休眠状态，直到朝鲜战争才开始发展。包括1951年成立欧洲盟军最高司令部（SHAPE），该司令部采用了许多西联的军事结构和计划，包括设备标准化协议和关于在欧洲国家驻扎外国军队的协议。1952年，北大西洋公约组织秘书长一职被确立为该组织的首席文职人员。那一年，北约还举行了首次重大海上军事演习，希腊和土耳其也加入了北约。在伦敦和巴黎会议之后，西德被允许重新军事化，并于1955年5月加入了北约，这是苏联建立华沙条约组织的一个主要因素，划分了冷战的两个对立阵营。
1961年柏林危机标志着冷战局势的高度紧张，当时有40万美军驻扎在欧洲。北约内部存在对欧洲国家和美国之间关系和信任度的质疑，以及对北约防御苏联潜在入侵的可信度的质疑，北约内部冲突导致了法国发展独立核威慑力量并且于1966年退出北约军事结构。1982年，民主化的西班牙加入了北约。
1989年革命导致北约对其宗旨、性质、任务进行了重新战略评估。1990年10月，东德与德意志联邦共和国合并并加入北约，1990年11月，北约在巴黎与苏联签署了《欧洲常规武装力量条约》。它授权在整个欧洲大陆进行具体的军事削减，在1991年华沙条约组织解散和12月苏联解体后继续进行，苏联解体使北约没有了主要对手，北约开始削减欧洲的军事开支和装备。《欧洲常规武装力量条约》允许签署国在接下来的16年里拆除52000件常规武器，并允许北约欧洲成员国的军费开支在1990年至2015年期间下降28%。1990年，几位西方领导人向米哈伊尔·戈尔巴乔夫保证，北约不会进一步向东扩张，正如私人谈话备忘录所揭示的。

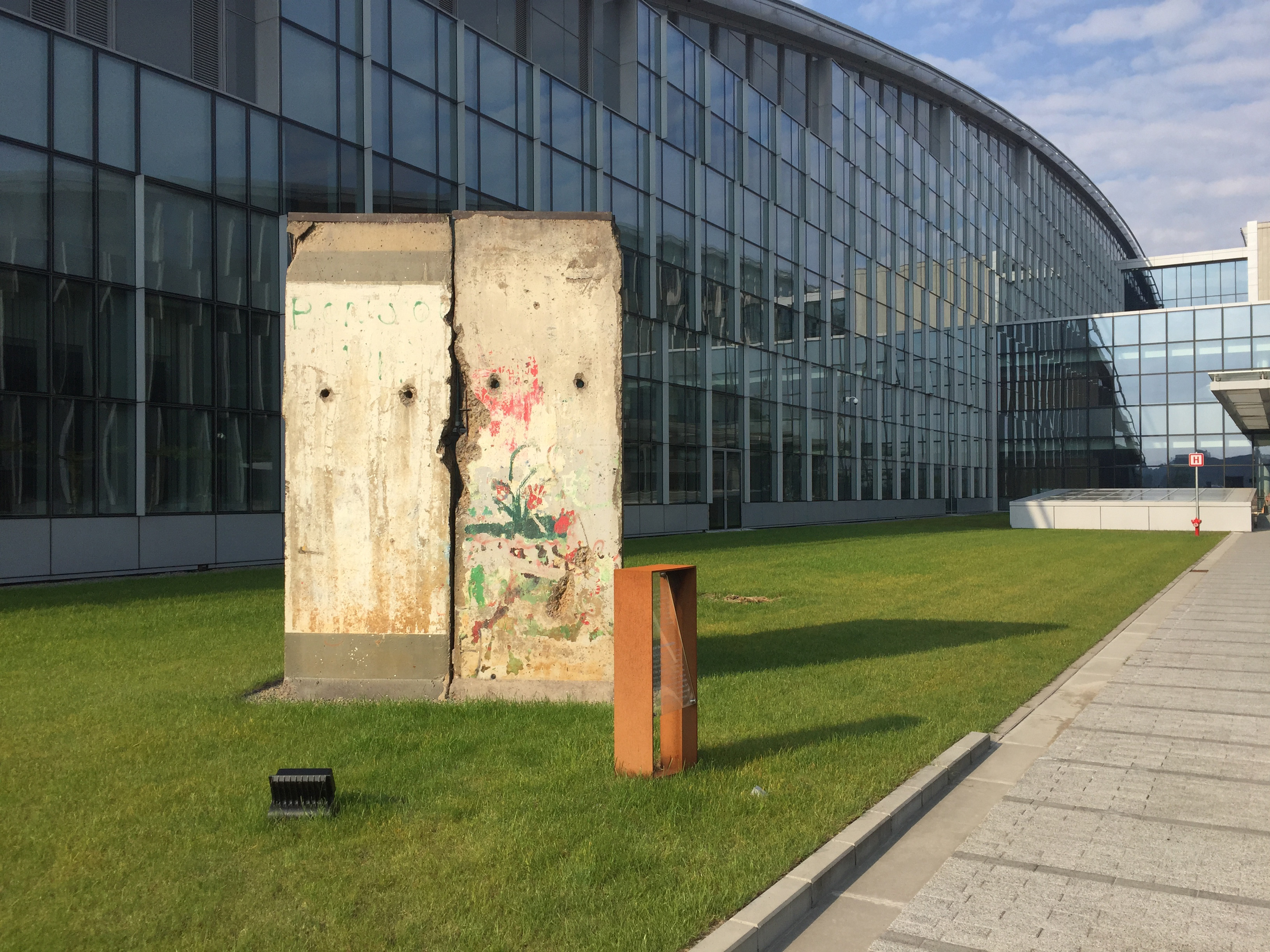
1989年柏林墙的倒塌标志着北约在欧洲作用的转折点，这堵墙的一部分被展示在北约总部外

20世纪90年代，北约将活动扩展到以前不受自己关注的政治和人道主义局势。在南斯拉夫解体期间，北约于1992年至1995年对波斯尼亚进行了首次军事干预，后来于1999年对科索沃战争进行了军事干预。
在政治上，北约寻求与新独立的中东欧国家建立更友好的关系，并在冷战后时期建立了北约与其邻国的区域合作外交论坛，包括1994年的和平伙伴关系计划和地中海对话、1997年成立欧洲-大西洋伙伴关系理事会和1998年成立北约-俄罗斯常设联合理事会。在1999年的华盛顿北约峰会上，匈牙利、波兰和捷克共和国正式加入北约，该组织还发布了新的成员指导方针，并制定了个性化的“成员行动计划”。这些计划决定了一些新成员的加入。

### 二十一世紀

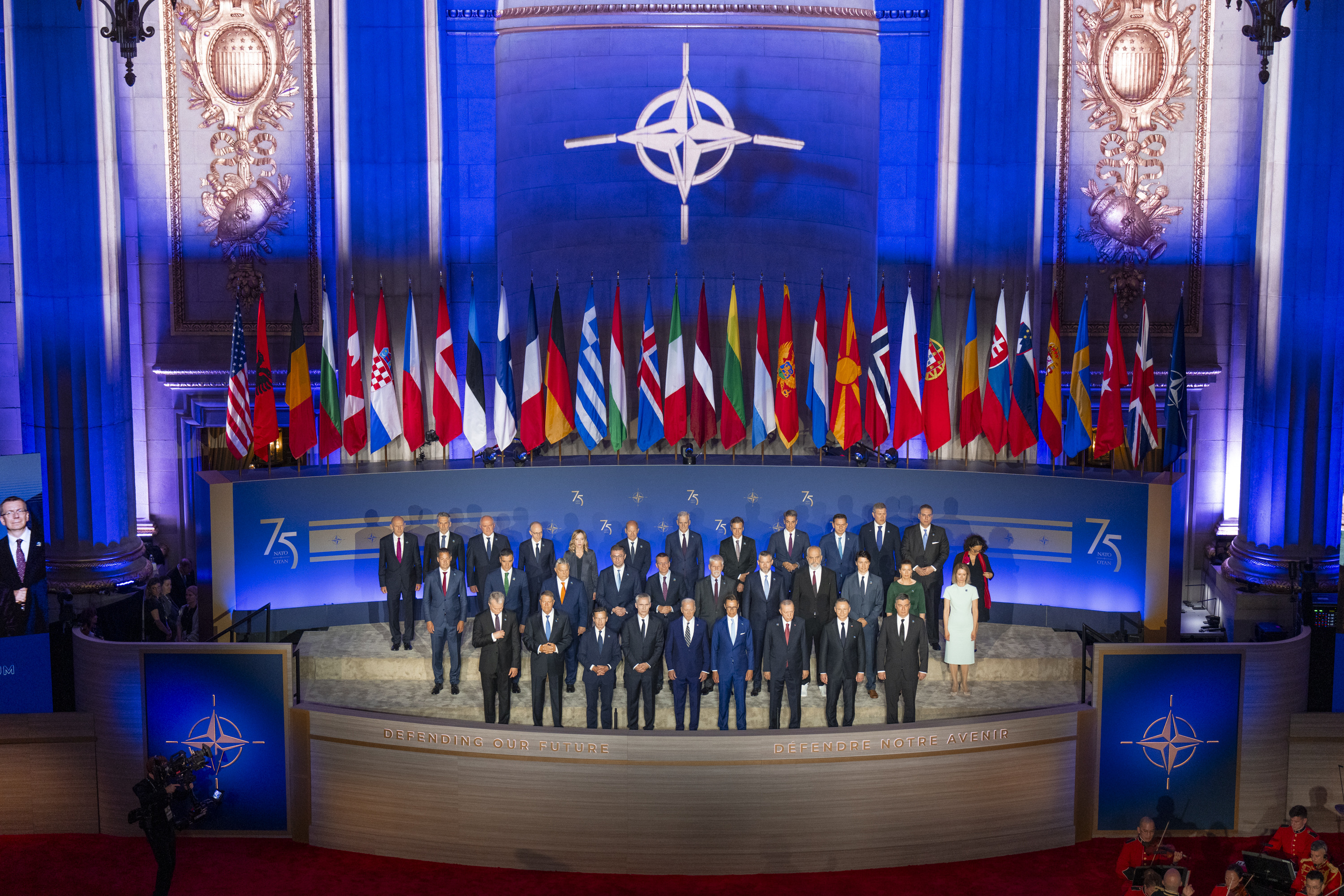
2024年在华盛顿特区举行的75周年峰会上的合影

《北大西洋公约》第5条要求成员国向任何遭受袭击的成员国提供援助，九一一事件是首次也是唯一一次援引该条款，之后，北约领导的国际安全援助部队向阿富汗部署了部队。自那时起，北约还执行了一系列任务，包括向伊拉克派遣培训团，协助打击索马里海盗。
2007年尼古拉·萨科齐的当选法国总统使法国军事发生重大改革，法国于2009年4月4日恢复为北约正式成员国，法国重新加入北约军事指挥结构，同时保留独立的核威慑力量。

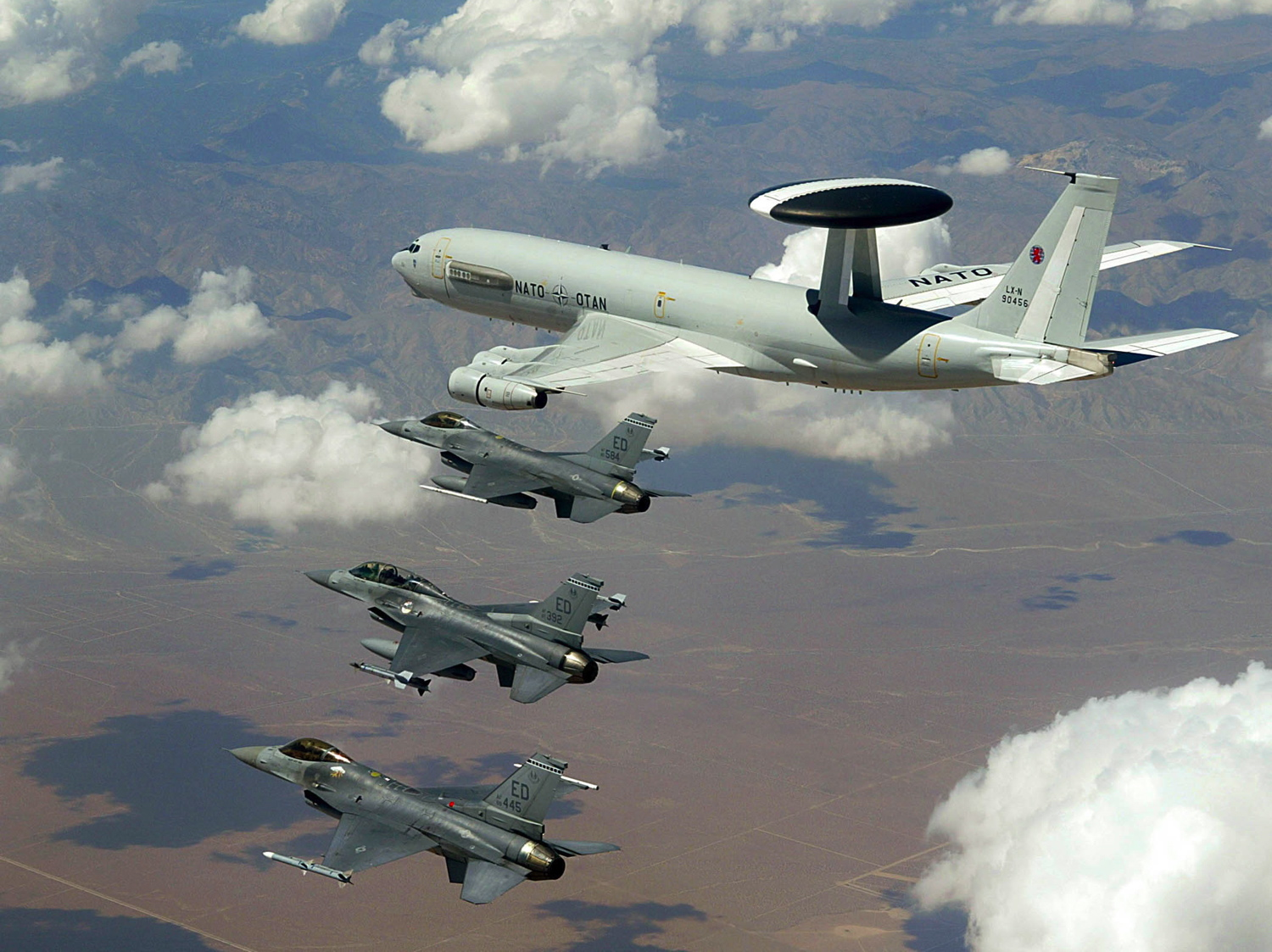
北约E-3A与美国空军F-16在北约演习中飞行

北约强烈谴责2014年俄罗斯吞并克里米亚，这是《北大西洋公约》第4条被援引的七次之一，公约第四条要求北约成员国在发生重大事件时展开协商，之前被援引的例子有伊拉克战争和叙利亚内战。在2014年威尔士峰会上，北约成员国领导人首次正式承诺，到2024年，将2%的国内生产总值用于国防，而此前这只是一个非正式的指导方针。

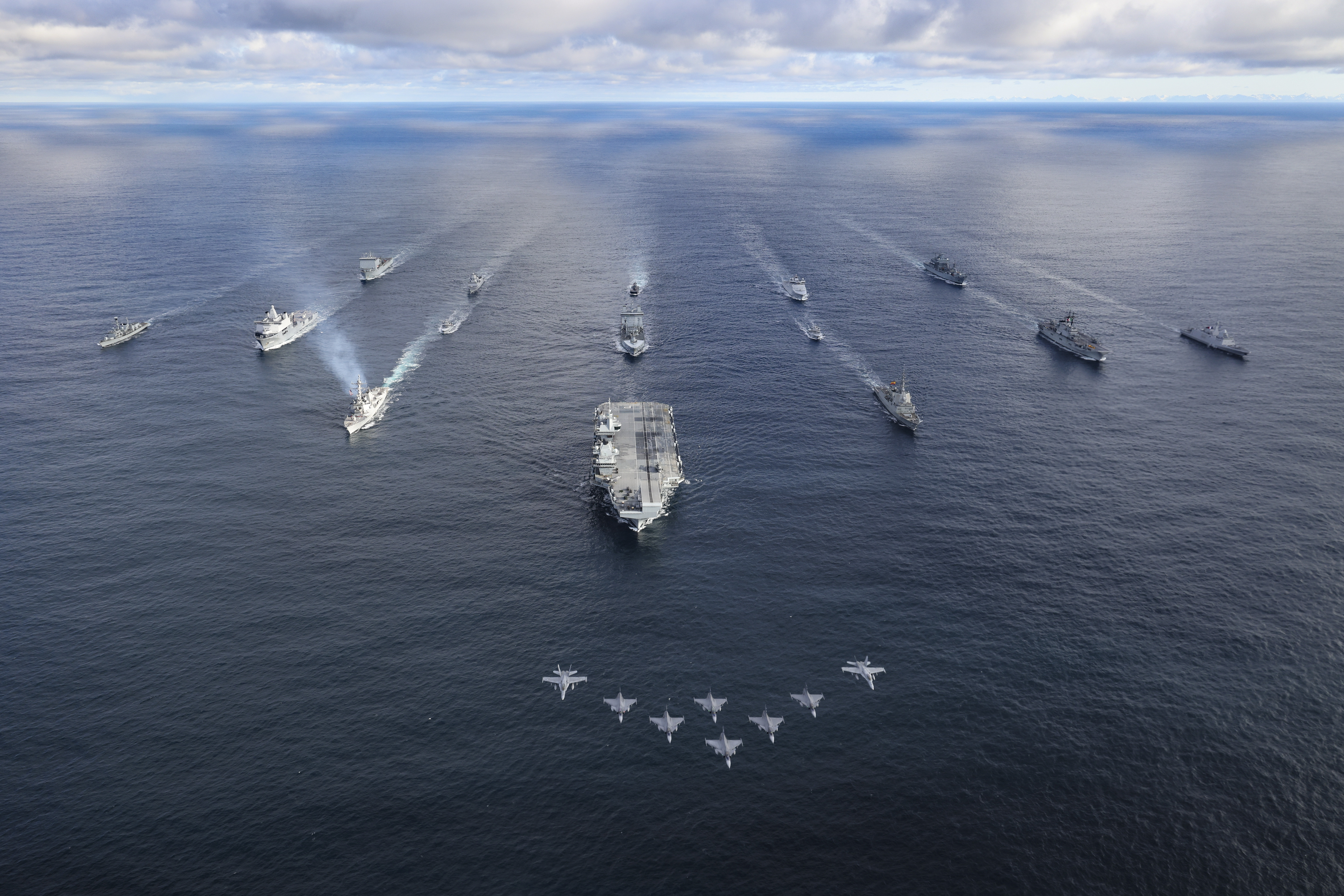
“坚定卫士24”是冷战结束以来北约规模最大的演习

在2016年北约华沙峰会上，北约成员国同意建立增强型前沿军事部署，北约在爱沙尼亚、拉脱维亚、立陶宛和波兰部署了四个多国营级战斗群。2022年俄罗斯入侵乌克兰期间，几个北约国家派遣了地面部队、军舰和战斗机来加强联盟的东线防御，多个国家再次援引了公约第4条。2022年3月，北约领导人在布鲁塞尔举行了一次特别峰会，七国集团和欧盟也参加了此次峰会。北约成员国同意在保加利亚、匈牙利、罗马尼亚和斯洛伐克建立四个额外的战斗群，这是北约历史上首次启动北约反应部队。
截至2022年6月，北约已在其2500公里长的东部边境部署了4万名士兵，以遏制俄罗斯的侵略。其中一半以上的军队部署在保加利亚、罗马尼亚、匈牙利、斯洛伐克和波兰。为了加强保加利亚空军力量，西班牙派出了台风战斗机，荷兰派出了8架F-35閃電II戰鬥機，法国和美国的攻击机也将很快抵达。2025年，德国在立陶宛驻扎了一个全装甲旅。

## 历代领袖

### 秘書長
| 编号 | 姓名                              | 国籍   | 任期                           |
| ---- | --------------------------------- | ------ | ------------------------------ |
| 1    | 黑斯廷斯·伊斯梅 （1887－1965）    | 英国   | 1952年4月4日－1957年5月16日    |
| 2    | 保罗-亨利·斯巴克 （1899－1972）   | 比利时 | 1957年5月16日－1961年4月21日   |
| 3    | 迪爾克·斯蒂克 （1897－1979）      | 荷蘭   | 1961年4月21日－1964年8月1日    |
| 4    | 曼利奥·布罗西奥 （1897－1980）    | 義大利 | 1964年8月1日－1971年10月1日    |
| 5    | 約瑟夫·倫斯 （1911－2002）        | 荷蘭   | 1971年10月1日－1984年6月25日   |
| 6    | 卡灵顿爵士 （1919－2018）         | 英国   | 1984年6月25日－1988年7月1日    |
| 7    | 曼弗雷德·韋爾納 （1934－1994）    | 德国   | 1988年7月1日－1994年8月13日    |
| 代理 | 塞尔焦·巴兰齐诺 （1934－2018）    | 義大利 | 1994年8月13日－1994年10月17日  |
| 8    | 維利·克拉斯 （1938－）            | 比利时 | 1994年10月17日－1995年10月20日 |
| 代理 | 塞尔焦·巴兰齐诺 （1934－2018）    | 義大利 | 1995年10月20日－1995年12月5日  |
| 9    | 哈維爾·索拉納 （1942－）          | 西班牙 | 1995年12月5日－1999年10月6日   |
| 10   | 喬治·羅伯遜 （1946－）            | 英国   | 1999年10月14日－2003年12月17日 |
| 代理 | 亚历山德罗·米努托-里佐 （1940－） | 義大利 | 2003年12月17日－2004年1月1日   |
| 11   | 夏侯雅伯 （1948－）               | 荷蘭   | 2004年1月1日－2009年8月1日     |
| 12   | 安德斯·福格·拉斯穆森 （1953－）   | 丹麦   | 2009年8月1日－2014年10月1日    |
| 13   | 延斯·斯托尔滕贝格 （1959－）      | 挪威   | 2014年10月1日－2024年10月1日   |
| 14   | 馬克·呂特 （1967－）              | 荷蘭   | 2024年10月1日－                |

### 副秘書長[40]
| 编号 | 姓名                    | 国籍     | 任期       |
| ---- | ----------------------- | -------- | ---------- |
| 1    | 约恩克海尔·范弗雷登比赫 | 荷蘭     | 1952－1956 |
| 2    | 阿道夫·本廷克           | 荷蘭     | 1956－1958 |
| 3    | 阿尔贝里科·卡萨尔迪     | 義大利   | 1958－1962 |
| 4    | 圭多·科隆纳·迪帕利亚诺  | 義大利   | 1962－1964 |
| 5    | 詹姆斯·A·罗伯茨         | 加拿大   | 1964－1968 |
| 6    | 奥斯曼·奥尔贾伊         | 土耳其   | 1969－1971 |
| 7    | 保罗·潘萨·切德罗尼奥    | 義大利   | 1971－1978 |
| 8    | 里纳尔多·彼得里尼亚尼   | 義大利   | 1978－1981 |
| 9    | 埃里克·达林             | 義大利   | 1981－1985 |
| 10   | 马尔切洛·圭迪           | 義大利   | 1985－1989 |
| 11   | 阿梅代奥·德弗朗基斯     | 義大利   | 1989－1994 |
| 12   | 塞尔焦·巴兰齐诺         | 義大利   | 1994－2001 |
| 13   | 亚历山德罗·米努托-里佐  | 義大利   | 2001－2007 |
| 14   | 克劳迪奥·比索涅罗       | 義大利   | 2007－2012 |
| 15   | 亚历山大·弗什博         | 美国     | 2012－2016 |
| 16   | 罗丝·戈特莫勒           | 美国     | 2016－2019 |
| 17   | 米尔恰·杰瓦讷           | 羅馬尼亞 | 2019－2024 |
| 18   | 拉德米拉·谢克林斯卡     | 北馬其頓 | 2024－现任 |

## 军事行动

### 早期行动
冷战期间，伊拉克入侵科威特是北约第一次执行军事行动，空中预警机被派往土耳其东南部执行任务，一支北约快速反应部队被部署到该地区。

### 波黑

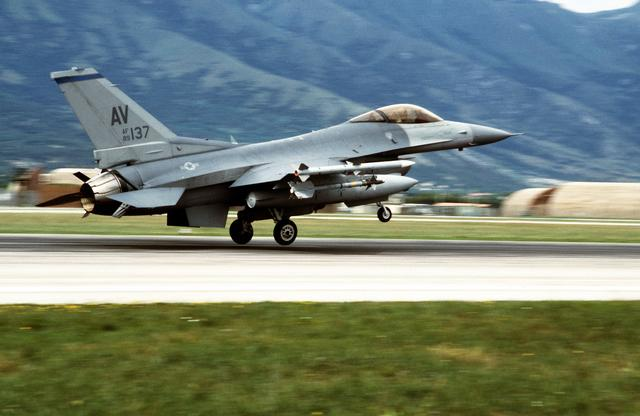
斯雷布雷尼察大屠杀后，一架美国空军飞机在慎重武力行动中结束后降落

波斯尼亚战争于1992年爆发，是南斯拉夫解体的影响之一。局势的恶化导致联合国安全理事会于1992年10月9日通过第816号决议，授权北约在波斯尼亚和黑塞哥维那中部维护联合国保护部队宣布的禁飞区。北约于1993年4月12日开始执行“拒绝飞行”行动。从1993年6月到1996年10月，“锋利卫士行动”增加了对南斯拉夫联盟共和国的海上武器禁运和经济制裁。1994年2月28日，北约首次采取战时行动，击落了四架入侵禁飞区的波斯尼亚塞族飞机。
1994年4月10日和11日，联合国保护部队发动空袭以保护戈拉日代安全区，导致两架在北约指挥下的美国F-16战斗机轰炸了戈拉日德附近的波斯尼亚塞族军事指挥前哨基地。作为报复，塞族武装于4月14日劫持了150名联合国人员作为人质。4月16日，一架英国海鹞战斗攻击机在戈拉日代上空被塞族军队击落。
1995年8月，斯雷布雷尼察大屠杀发生后不久，北约开始对塞族共和国军进行为期两周的慎重武力行动。北约的进一步空袭帮助结束了战争，最终于1995年11月达成了《代顿协定》。作为协定的一部分，北约在联合行动下部署了一支由联合国授权的维和部队，名为执行部队。近6万名北约部队与非北约国家的部队一起参加了这次维和任务。这过渡到规模较小的稳定部队，最初有32000名士兵，从1996年12月到2004年12月一直运作，然后将行动移交给欧洲联盟部队。

### 干预科索沃战争

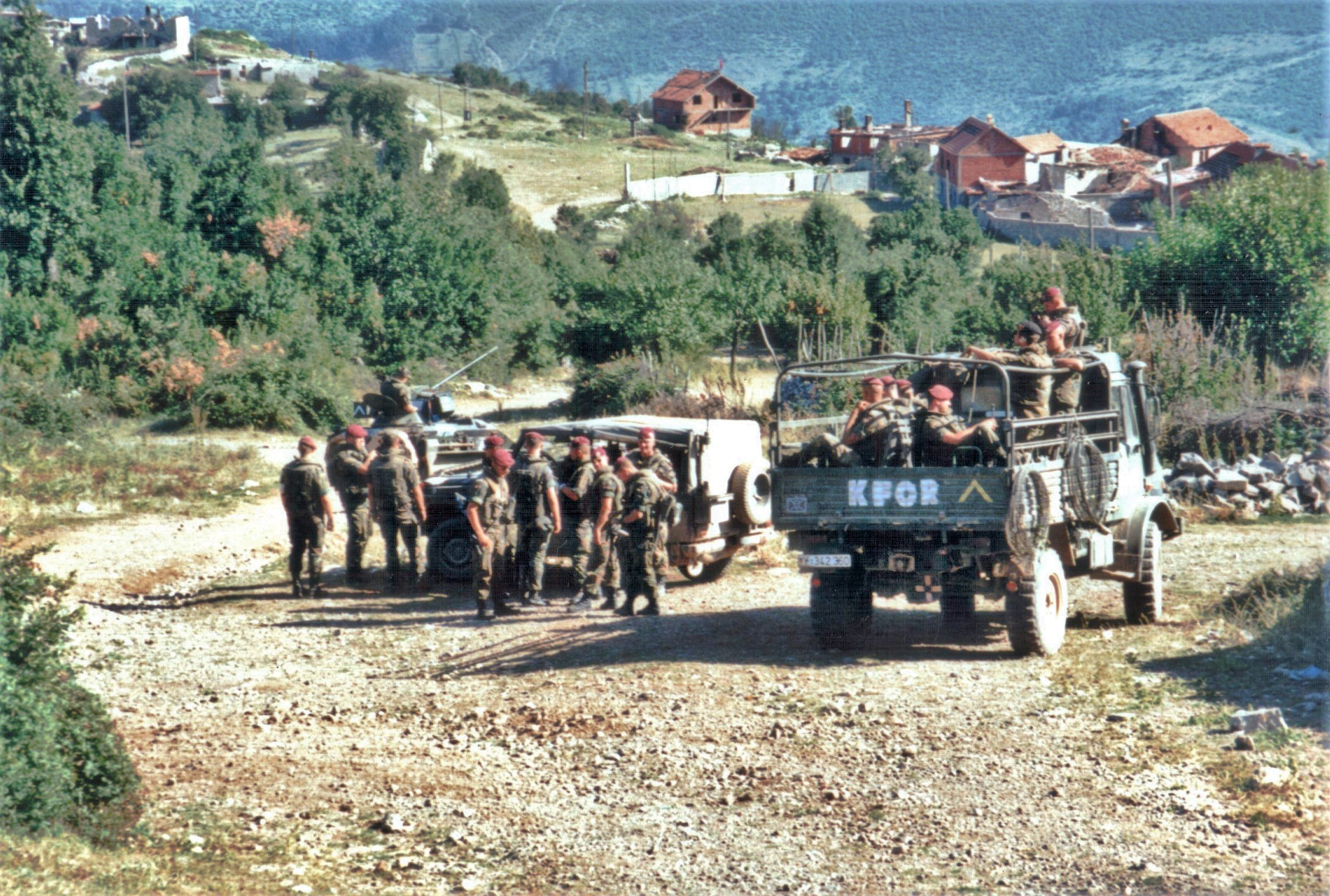
1999年在科索沃南部巡逻的德国驻科部队士兵

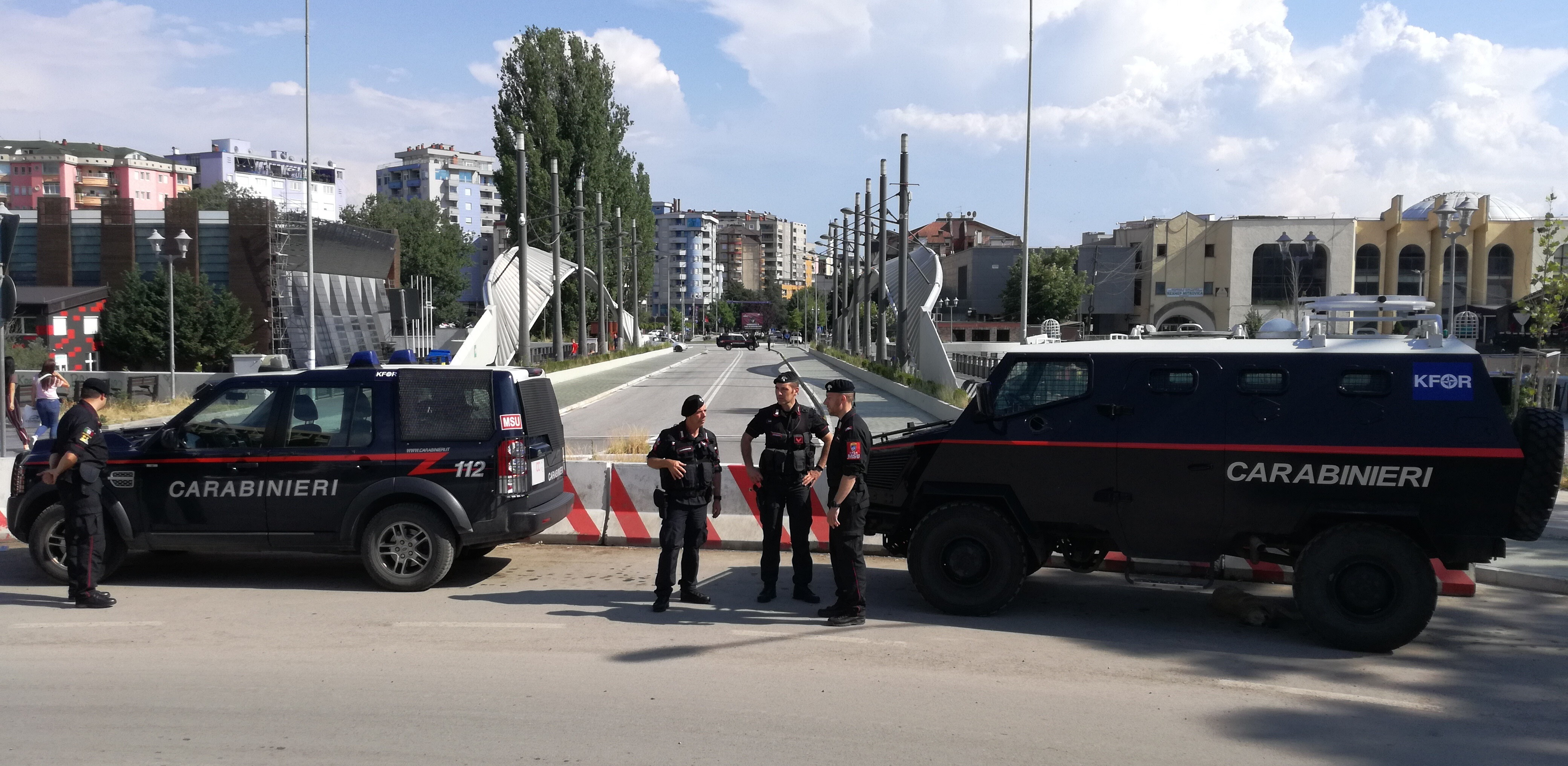
2019年科索沃米特罗维察伊巴尔大桥前宪兵巡逻

为了阻止斯洛博丹·米洛舍维奇领导下的南斯拉夫联盟镇压科索沃解放军和科索沃阿尔巴尼亚平民，联合国安全理事会于1998年9月23日通过了联合国安全理事会第1199号决议，要求停火。
1999年3月23日，美国特使理查德·霍布鲁克的谈判破裂，他将此事移交给北约，北约采取行动保护地区安全，并于1999年3日24日开始了为期78天的轰炸行动。盟军行动针对的是南斯拉夫联盟共和国的军事能力。在危机期间，北约还向阿尔巴尼亚部署了一支国际反应部队，即欧洲盟军机动部队，向科索沃难民提供人道主义援助。
这场战争因平民伤亡而受到批评，包括轰炸中国驻贝尔格莱德大使馆，以及它是否具有合法性。美国、英国和大多数北约国家反对要求联合国安理会批准北约军事行动，例如1999年对塞尔维亚的行动，而法国和其他一些国家则声称北约的行动需要联合国批准。美英方面声称，这将破坏联盟的权威，他们指出，俄罗斯和中国将行使安理会否决权阻止对南斯拉夫的打击，并可能在未来需要北约干预的冲突中这样做，从而使该组织的整个效力和目的失效。认识到冷战后的军事环境，在1999年华盛顿北约峰会上通过了《联盟战略概念》，强调预防冲突和危机管理。
米洛舍维奇最终于1999年6月3日接受了国际和平计划，结束了科索沃战争。6月11日，米洛舍维奇进一步接受了联合国安全理事会第1244号决议，根据该决议，北约随后建立了北约驻科索沃维和部队。近100万难民逃离科索沃，驻科部队的部分任务是保护人道主义特派团，同时遏制暴力。2001年8月至9月，该联盟还发起了“基本收获行动”，这是一项解除马其顿共和国阿尔巴尼亚族民兵武装的任务。截至2023年，来自27个国家的4500名士兵继续在科索沃地区开展行动。

### 阿富汗战争

九一一事件导致北约首次援引其集体防御条款

九一一事件导致北约首次援引《北大西洋公约》第五条，第五条规定对任何北约成员国的攻击应被视为对所有成员的攻击。2001年10月4日，北约确定根据《北大西洋公约》的条款，这些袭击符合条件。北约为应对袭击而采取的八项官方行动包括雄鷹行動和积极努力行动，这是一项于2001年10月4日开始的地中海海军行动，旨在防止恐怖分子和大规模杀伤性武器的流动，并加强航运的总体安全。
2003年4月16日，北约同意指挥国际安全援助部队，包括来自42个国家的部队。这一决定是应德国和荷兰的要求作出的，这两个国家在协议签署时是国际安全援助部队的领导者，所有19位北约大使一致批准了这一决定。8月11日向北约移交了控制权，这标志着北约历史上首次负责执行北大西洋地区以外的任务。

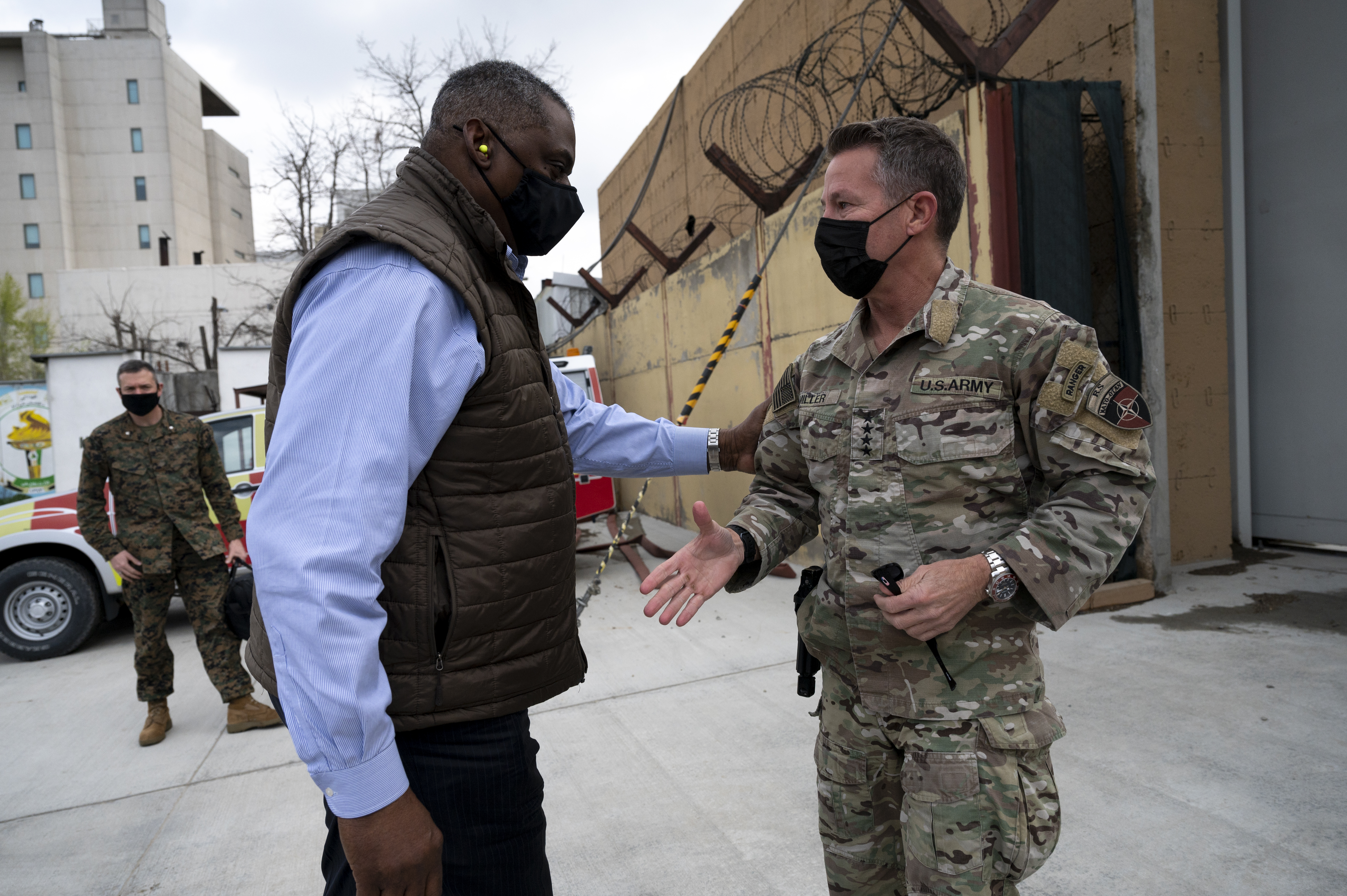
奥斯汀·米勒将军（右）于2018年9月成为美国和北约驻阿富汗部队的指挥官，并监督撤军直至2021年7月。美国第28任国防部长劳埃德·奥斯汀在左边

安援部队最初负责保护喀布尔和周边地区免受塔利班、基地组织和地方军阀的袭击，以便建立由哈米德·卡尔扎伊领导的阿富汗过渡伊斯兰国。2003年10月，联合国安理会授权将安援部队的任务扩大到阿富汗全境，安援部队随后分四个主要阶段将任务扩大到全国各地。
2006年7月31日，安援部队还从美国领导的反恐联盟手中接管了阿富汗南部的军事行动。由于南部战斗激烈，2011年法国允许一个幻影2000战斗机中队进入该地区，以加强联盟。在2012年芝加哥峰会期间，北约批准了一项计划以结束阿富汗战争，在2014年12月底前撤出北约领导的国际安全援助部队。国际安全援助部队于2014年12月解散，被北约领导的堅定支持特派團取代。
2021年4月14日，北约秘书长延斯·斯托尔滕贝格表示，北约已同意自5月1日开始从阿富汗撤军。北约开始撤军后不久，塔利班就对阿富汗政府发动了进攻。到2021年8月15日，塔利班控制了阿富汗的大多数地区，并包围了首都喀布尔。一些北约成员国将西方军队从阿富汗的混乱撤军和阿富汗政府的崩溃描述为北约自成立以来遭受的最大失败。

### 伊拉克训练团

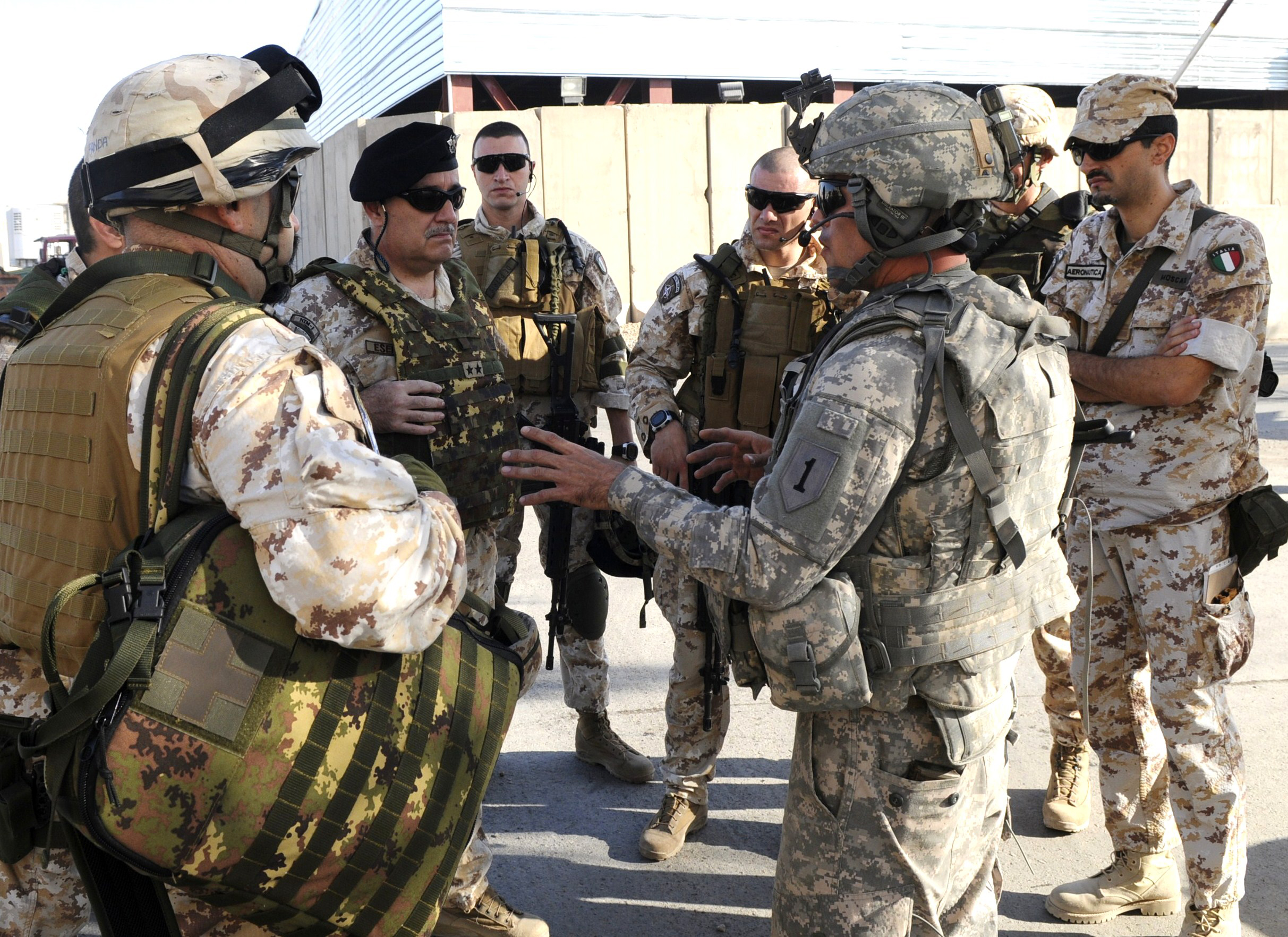
意大利少将乔瓦尼·阿门塔尼，北约训练团副司令，会见了美国咨询和援助旅

2004年8月，在伊拉克战争期间，北约成立了伊拉克训练团，与美国领导的伊拉克多国部队共同协助培训伊拉克安全部队。北约伊拉克培训团（NTM-I）应伊拉克临时政府的要求，根据联合国安理会第1546号决议成立。NTM-I的目的是协助发展伊拉克安全部队的培训结构，以便伊拉克能够建立有效和可持续的能力，满足国家的需求。NTM-I不执行战斗任务，而是北大西洋理事会通过的一项特殊任务。其行动重点是培训和指导伊拉克安全部队。该任务的活动与伊拉克当局和美国协调，任务于2011年12月17日正式结束。

### 亚丁湾反海盗

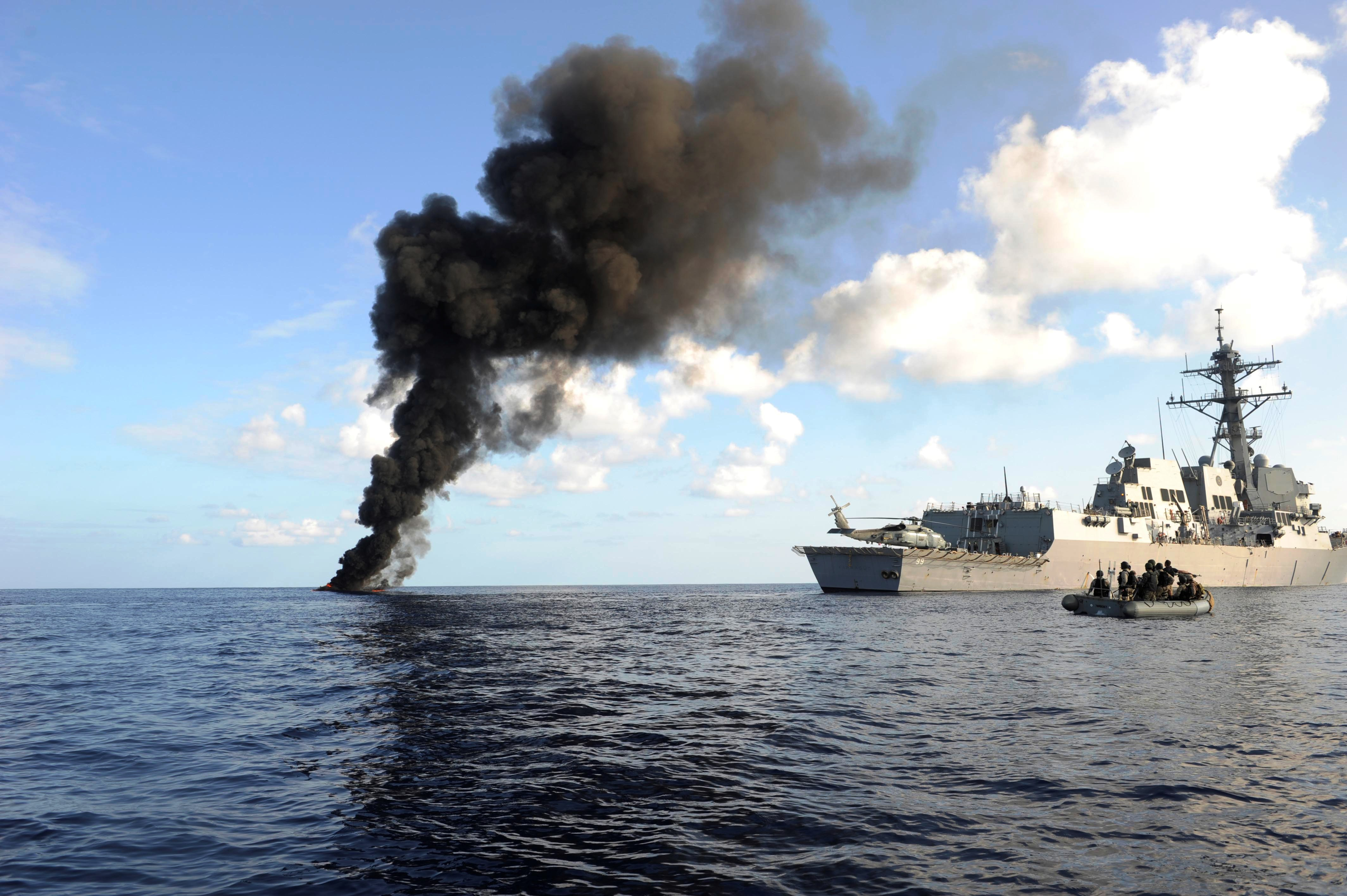
2010年3月，美国海军法拉格特号驱逐舰 (DDG-99)摧毁了一艘索马里海盗船

2008年，联合国秘书长呼吁成员国保护“盟军提供者行动”的船只，该行动由世界粮食计划署索马里特派团执行，正在索马里分发援助物资。
北约和其他国家，包括俄罗斯、中国和韩国，共同发起了“海洋盾牌行动”。该行动旨在制止海盗袭击，保护船只，并提高该地区的总体安全水平。从2009年8月17日开始，北约在一次行动中部署了军舰，以保护亚丁湾和印度洋的海上交通免受索马里海盗的袭击，并帮助加强地区国家的海军和海岸警卫队力量。

### 干预利比亚

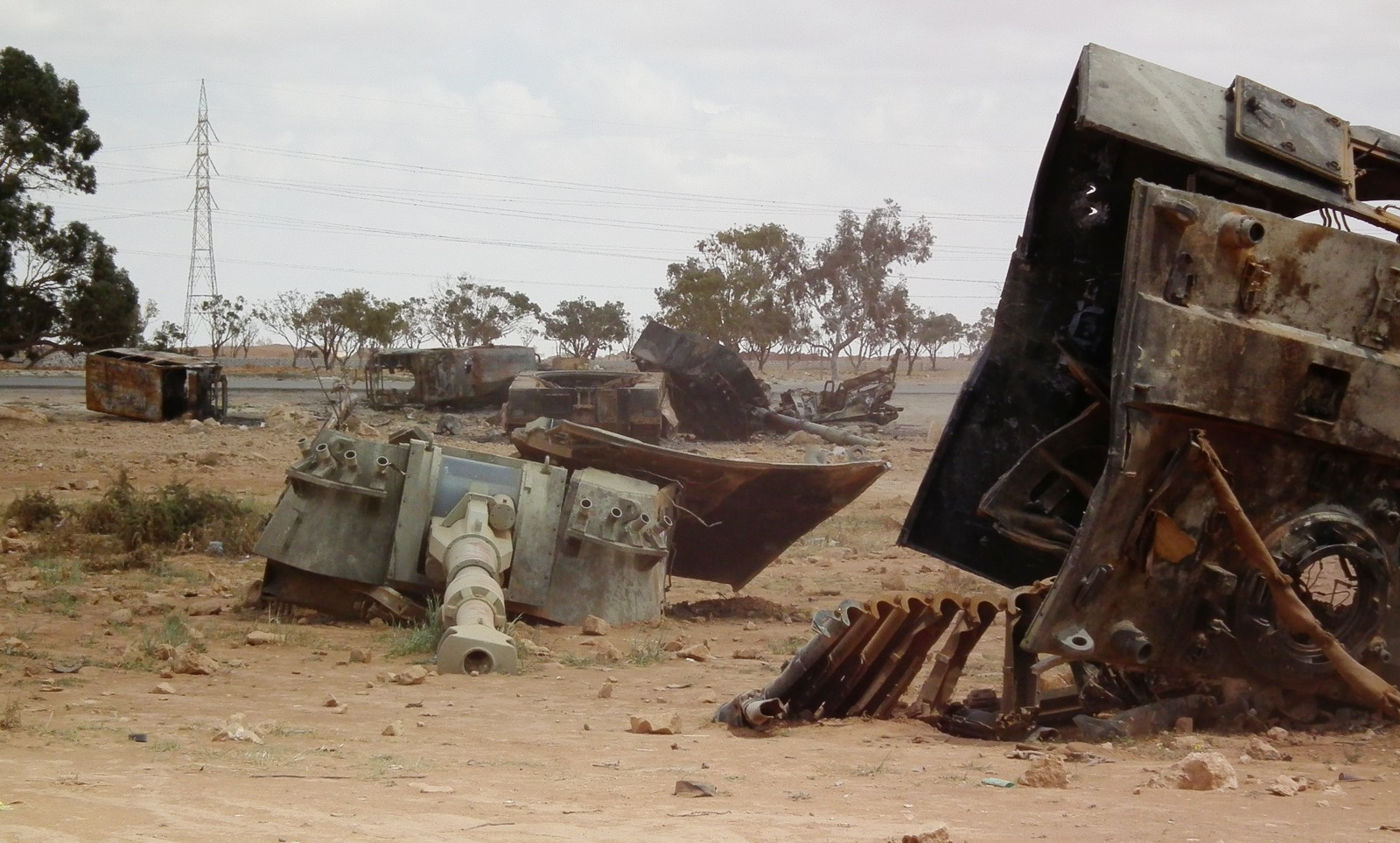
2011年3月，法国空军在班加西附近摧毁了利比亚军队的帕尔马里亚榴弹炮

在第一次利比亚内战期间，反对派与穆阿迈尔·卡扎菲之间的冲突升级，2011年3月17日，联合国通过了聯合國安全理事會第1973號決議，呼吁停火，并授权采取军事行动保护平民。不久之后，包括几个北约成员国在内的联盟开始在利比亚上空设立禁飞区，3月19日法国空军发起哈马坦行动。
2011年3月20日，北约同意通过“联合保护者行动”对利比亚实施武器禁运，该行动使用第一常備北約海上集群和第一常备北约反水雷小组的船只，以及北约成员国的额外船只和潜艇。他们将“监测、报告并在必要时拦截涉嫌携带非法武器或雇佣军的船只”。
3月24日，北约同意从最初的多国联盟手中接管禁飞区，而目标地面部队的指挥权仍归联盟部队所有。在卡塔尔和阿拉伯联合酋长国的协助下，北约于2011年3月27日开始正式执行联合国安理会决议。到6月，北约内部出现分歧，只有8北约成员国个参与了作战行动。在6月10日于布鲁塞尔发表的最后一次政策演讲中，美国国防部长罗伯特·盖茨进一步批评了盟国，暗示他们的行动可能导致北约的灭亡。德国外交部指出，“德国对北约和北约领导的行动做出了相当大的贡献”，并且奥巴马总统高度重视这一参与。
虽然任务延长到9月，但挪威宣布将开始减少捐款，并在8月1日前完全退出。有报道称丹麦皇家空军的炸弹即将耗尽；英国皇家海军司令表示，在利比亚的行动是不可持续的。到2011年10月任务结束，卡扎菲被杀时，北约空中力量一共对利比亚进行了约9500架次的袭击。2012年5月，人权观察的一份报告指出，至少有72名平民在北约行动中丧生。
2013年10月利比亚发生未遂政变后，利比亚总理阿里·扎伊丹请求北约提供援助，以协助解决当前的安全问题。

### 土耳其边境

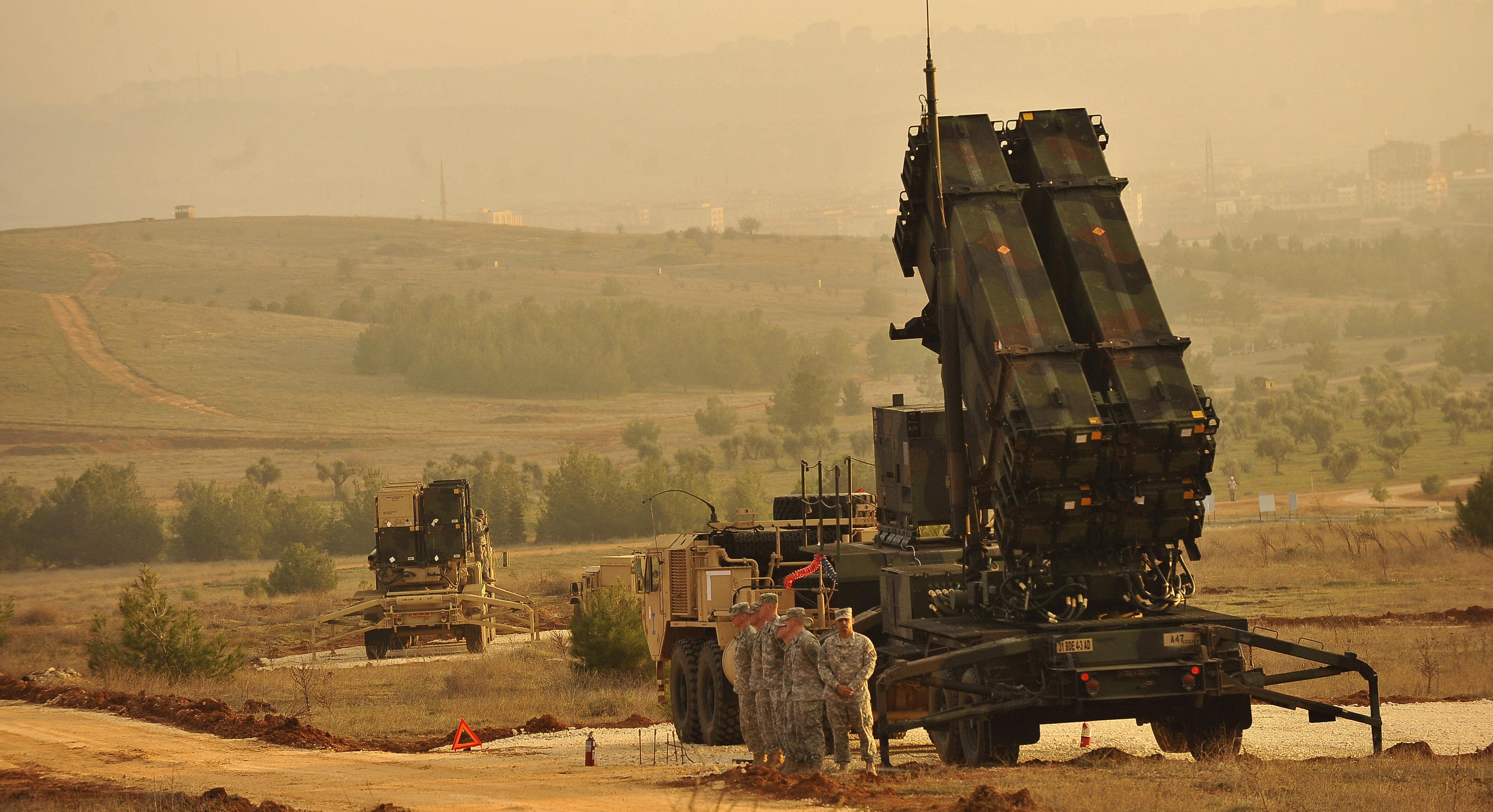
美国和北约部署在土耳其的爱国者导弹系统

《北大西洋公约》第5条的使用多次出现争议，由于叙利亚内战蔓延至土耳其，2012年4月，土耳其总理雷杰普·塔伊普·埃尔多安在叙利亚内战中考虑援引条约第5条保护土耳其国家安全。
2012年6月，叙利亚击落了一架土耳其F-4战斗机，2012年10月，叙利亚军队炮击了土耳其城市，北约经过两次关于条约第4条的协商后，批准了“主动围栏行动”。冲突在过去的十年里升级。针对2015年蘇魯奇爆炸案（土耳其将其归咎于伊斯兰国）以及南部边境的安全问题，土耳其呼吁北约召开紧急会议。最近一次磋商发生在2020年2月，叙利亚西北部攻势开始后，该攻势涉及叙利亚和疑似俄罗斯对土耳其军队的空袭，并有可能导致俄罗斯和北约成员国之间的直接军事对抗。

## 成员

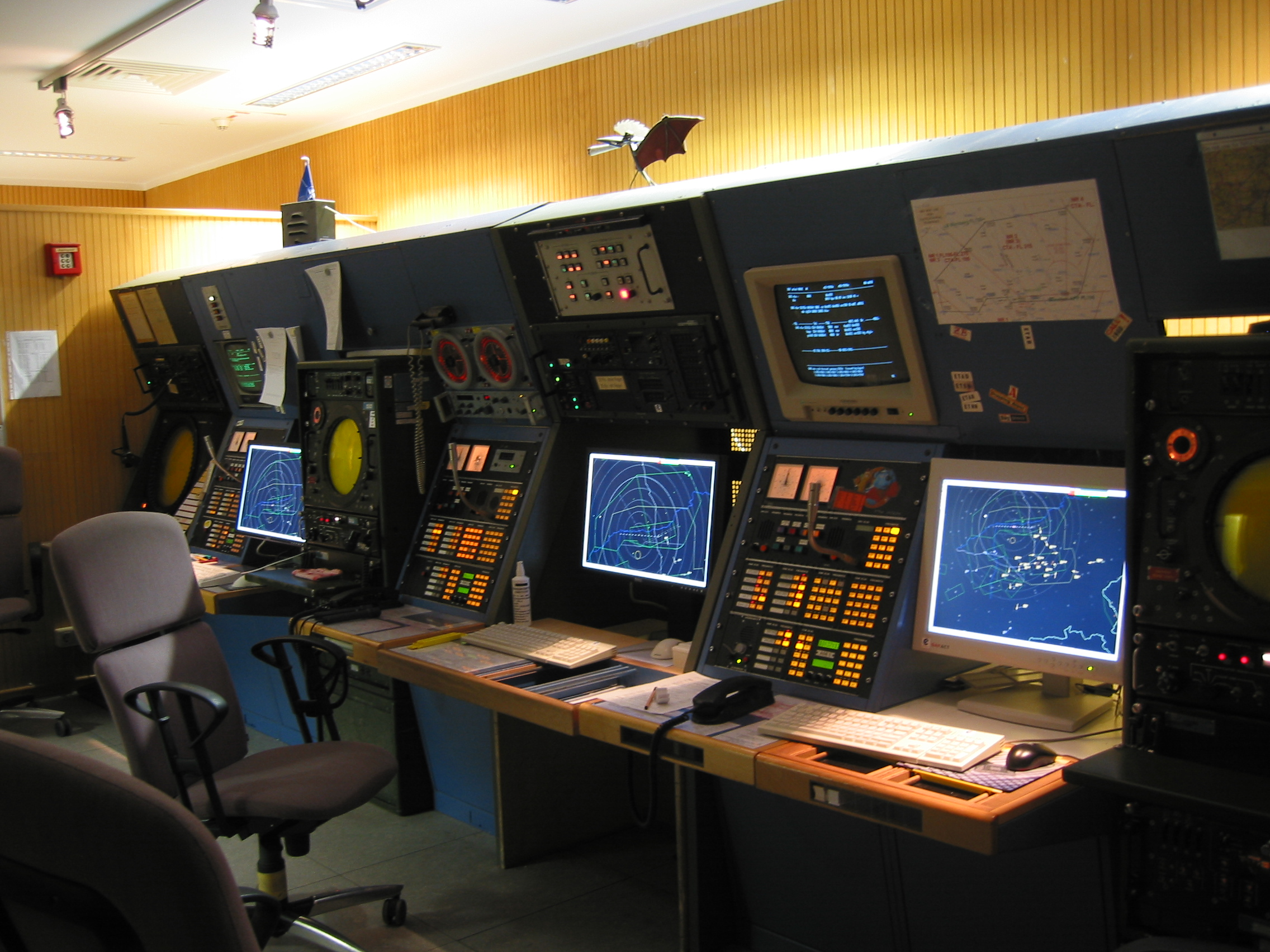
一個北約雷達站系統

北約歐洲發展圖

截至2024年3月歐洲各國擁有成員身份的地圖：
僅擁有歐盟成員身份
僅擁有北約成員身份
同時擁有歐盟與北約成員身份

| A map of Europe with countries in blue, cyan, orange, and yellow based on their NATO affiliation. | A world map with countries in blue, cyan, orange, yellow, purple, and green, based on their NATO affiliation. |  |                |                 |                 |                                |                                |                                                       |                                                       |                                                             |                                                             |                        |                        |                                                                         |                                                                         |                                                                         |
| \| \| 北约成员国 \| \| 成员国行动计划（英语：Enlargement of NATO#Membership Action Plan） \| \| 機會增強夥伴 \| \| 独立合作伙伴行动计划 \| \| 和平伙伴关系计划 \| \| 地中海对话 \| \| 伊斯坦布尔合作倡议 \| \| 全球合作伙伴 \| \| \| 阿尔巴尼亚 · 比利时 · 保加利亚 · 加拿大 · 捷克 · 丹麦 · 爱沙尼亚 · 芬兰 · 法國 · 德国 · 希腊 · 匈牙利 · 冰島 · 義大利 · 拉脫維亞 · 立陶宛 · 盧森堡 · 蒙特內哥羅 · 荷蘭 · 北馬其頓 · 挪威 · 波蘭 · 葡萄牙 · 羅馬尼亞 · 斯洛伐克 · 斯洛維尼亞 · 西班牙 · 瑞典 · 土耳其 · 英国 · 美国 \| 阿尔巴尼亚 · 比利时 · 保加利亚 · 加拿大 · 捷克 · 丹麦 · 爱沙尼亚 · 芬兰 · 法國 · 德国 · 希腊 · 匈牙利 · 冰島 · 義大利 · 拉脫維亞 · 立陶宛 · 盧森堡 · 蒙特內哥羅 · 荷蘭 · 北馬其頓 · 挪威 · 波蘭 · 葡萄牙 · 羅馬尼亞 · 斯洛伐克 · 斯洛維尼亞 · 西班牙 · 瑞典 · 土耳其 · 英国 · 美国 \| \| \| · 约旦 · 乌克兰 \| · 约旦 · 乌克兰 \| 亞美尼亞 · 摩尔多瓦 · 塞爾維亞 \| 亞美尼亞 · 摩尔多瓦 · 塞爾維亞 \| 奥地利 · 白俄羅斯 · 愛爾蘭 · 馬爾他 · 俄羅斯 · 瑞士 · \| 奥地利 · 白俄羅斯 · 愛爾蘭 · 馬爾他 · 俄羅斯 · 瑞士 · \| 阿尔及利亚 · 埃及 · 以色列 · 毛里塔尼亚 · 摩洛哥 · 突尼西亞 \| 阿尔及利亚 · 埃及 · 以色列 · 毛里塔尼亚 · 摩洛哥 · 突尼西亞 \| 巴林 · 科威特 · 阿联酋 \| 巴林 · 科威特 · 阿联酋 \| · 哥伦比亚 · 伊拉克 · 日本 · 蒙古国 · 巴基斯坦 · 菲律賓 · 新西兰 · 泰國 \| · 哥伦比亚 · 伊拉克 · 日本 · 蒙古国 · 巴基斯坦 · 菲律賓 · 新西兰 · 泰國 \| · 哥伦比亚 · 伊拉克 · 日本 · 蒙古国 · 巴基斯坦 · 菲律賓 · 新西兰 · 泰國 \| | |  |                |                 |                 |                                |                                |                                                       |                                                       |                                                             |                                                             |                        |                        |                                                                         |                                                                         |                                                                         |
| | 北约成员国 |  | 成员国行动计划 |                 | 機會增強夥伴    |                                | 独立合作伙伴行动计划           |                                                       | 和平伙伴关系计划                                      |                                                             | 地中海对话                                                  |                        | 伊斯坦布尔合作倡议     |                                                                         | 全球合作伙伴                                                            |                                                                         |
| 阿尔巴尼亚 · 比利时 · 保加利亚 · 加拿大 · 捷克 · 丹麦 · 爱沙尼亚 · 芬兰 · 法國 · 德国 · 希腊 · 匈牙利 · 冰島 · 義大利 · 拉脫維亞 · 立陶宛 · 盧森堡 · 蒙特內哥羅 · 荷蘭 · 北馬其頓 · 挪威 · 波蘭 · 葡萄牙 · 羅馬尼亞 · 斯洛伐克 · 斯洛維尼亞 · 西班牙 · 瑞典 · 土耳其 · 英国 · 美国 | 阿尔巴尼亚 · 比利时 · 保加利亚 · 加拿大 · 捷克 · 丹麦 · 爱沙尼亚 · 芬兰 · 法國 · 德国 · 希腊 · 匈牙利 · 冰島 · 義大利 · 拉脫維亞 · 立陶宛 · 盧森堡 · 蒙特內哥羅 · 荷蘭 · 北馬其頓 · 挪威 · 波蘭 · 葡萄牙 · 羅馬尼亞 · 斯洛伐克 · 斯洛維尼亞 · 西班牙 · 瑞典 · 土耳其 · 英国 · 美国 |  |                | · 约旦 · 乌克兰 | · 约旦 · 乌克兰 | 亞美尼亞 · 摩尔多瓦 · 塞爾維亞 | 亞美尼亞 · 摩尔多瓦 · 塞爾維亞 | 奥地利 · 白俄羅斯 · 愛爾蘭 · 馬爾他 · 俄羅斯 · 瑞士 · | 奥地利 · 白俄羅斯 · 愛爾蘭 · 馬爾他 · 俄羅斯 · 瑞士 · | 阿尔及利亚 · 埃及 · 以色列 · 毛里塔尼亚 · 摩洛哥 · 突尼西亞 | 阿尔及利亚 · 埃及 · 以色列 · 毛里塔尼亚 · 摩洛哥 · 突尼西亞 | 巴林 · 科威特 · 阿联酋 | 巴林 · 科威特 · 阿联酋 | · 哥伦比亚 · 伊拉克 · 日本 · 蒙古国 · 巴基斯坦 · 菲律賓 · 新西兰 · 泰國 | · 哥伦比亚 · 伊拉克 · 日本 · 蒙古国 · 巴基斯坦 · 菲律賓 · 新西兰 · 泰國 | · 哥伦比亚 · 伊拉克 · 日本 · 蒙古国 · 巴基斯坦 · 菲律賓 · 新西兰 · 泰國 |

- 比利时
- 加拿大
- 丹麦（包含 格陵兰與 法罗群岛）
- 法國（包含 ，1966年3月9日法國退出指揮機構，保留会员地位，北約總部從巴黎遷往布鲁塞尔，後來於2009年4月1日重新加入[102][103]。）
- 冰島
- 義大利
- 盧森堡
- 荷蘭
- 挪威
- 葡萄牙
- 英国（包含 百慕大與 直布罗陀）
- 美国
- 1952年2月18日
  -  希腊
  -  土耳其
- 1955年5月9日
  -  西德（1990年10月3日兩德統一，统一后的德国仍是北约成员国。）
- 1982年5月30日
  -  西班牙
- 1999年3月12日
  -  捷克
  -  匈牙利
  -  波蘭
- 2004年3月29日
  -  羅馬尼亞
  -  爱沙尼亚
  -  拉脫維亞
  -  立陶宛
  -  斯洛伐克
  -  斯洛維尼亞
  -  保加利亚
- 2009年4月1日
  -  阿尔巴尼亚
- 2017年6月5日
  -  蒙特內哥羅
- 2020年3月27日
  -  北馬其頓
- 2023年4月4日
  -  芬兰[104]
- 2024年3月7日
  -  瑞典[105]

北约成员国没有义务保卫北回归线以南的领土

北约共有32个成员国，大部分成员国位于欧洲，美国和加拿大位于北美。北约的“责任区”根据《北大西洋公约》第6条的规定，包括欧洲、北美、土耳其和北回归线以北的北大西洋岛屿的成员国领土，在该责任区内，对成员国的袭击会获得第5条的集体自卫权。对北大西洋（同样是北回归线以北）和地中海的船只、飞机和其它部队的袭击也可能引发第5条反应。在最初的条约谈判中，美国坚持将比属刚果等殖民地排除在条约之外。然而，法属阿尔及利亚到1962年7月3日独立前一直是北约责任区。32个成员国中有12个是成立北约的原始成员国，而另外20个成员国是在十次扩张中分别加入的。

### 特殊安排
丹麦、冰岛和挪威作为北约创始成员国，与北约的合作限制在三个条件下：和平时期没有永久军事基地，没有核武，也不允许北约盟友在其领土上进行军事活动（除非被邀请）。然而，丹麦允许美国太空军部署在格陵兰岛皮图菲克太空基地。
从20世纪60年代中期到90年代中期，法国在“高卢-密特朗主义”的政策下奉行从北约独立的军事战略。2009年，尼古拉·萨科齐总统通过谈判使法国重返北约统一军事指挥部和国防规划委员会，后者于次年解散。法国仍然是核计划小组之外的唯一北约成员国，与美国和英国不同，法国不会将核潜艇控制权交给北约。

### 扩大
北约于1949年4月4日签署《北大西洋公约》（《华盛顿条约》）时成立。北约的12个创始成员国为比利时、加拿大、丹麦、法国、冰岛、意大利、卢森堡、荷兰、挪威、葡萄牙、英国和美国。
冷战期间有四个新成员国加入北约：希腊（1952年）、土耳其（1952年），西德（1955年）和西班牙（1982年）。苏联解体后，许多前华沙条约组织成员国和后苏联国家寻求加入北约。在1999年的华盛顿峰会上，匈牙利、波兰和捷克共和国正式加入，北约发布了新的成员国指导方针，并制定了个性化的“成员国行动计划”。这些计划规定了新成员的加入：2004年保加利亚、爱沙尼亚、拉脱维亚、立陶宛、罗马尼亚、斯洛伐克和斯洛文尼亚，2009年阿尔巴尼亚和克罗地亚，2017年黑山，2020年北马其顿。芬兰和瑞典是最新成员，分别于2023年4月4日和2024年3月7日加入，受俄罗斯入侵乌克兰的影响。
烏克蘭—北約關係始于2002年的《北约-乌克兰行动计划》。2010年，在维克托·亚努科维奇总统的领导下，乌克兰重申了不结盟立场，并放弃了加入北约的政策。在2014年尊严革命期间，俄罗斯占领了克里米亚，并支持乌克兰东部的分裂分子。因此，2014年12月，乌克兰议会投票决定结束其不结盟地位，并且于2019年将加入北约的目标写入乌克兰宪法。在2021年布魯塞爾峰會上，北约领导人确认乌克兰最终将加入北约，并支持乌克兰不受干涉的自决权。2021年末，俄罗斯在乌克兰边境附近又进行了大规模的军事集结。11月30日，俄罗斯总统普京表示，乌克兰加入北约以及在乌克兰部署国家导弹防御系统或远程弹道导弹将越过红线。然而，乌克兰没有部署导弹的计划。俄罗斯外交部起草了一项条约，禁止乌克兰或任何前苏联国家加入北约。秘书长斯托尔滕贝格回答说，这一决定取决于乌克兰和北约成员国，并补充说“俄罗斯没有否决权，俄罗斯没有发言权，俄罗斯无权建立势力范围来控制邻国”。北约提出改善与俄罗斯的沟通，讨论导弹部署和军事演习，只要俄罗斯从乌克兰边境撤军。相反，俄罗斯于2022年2月入侵乌克兰。2022年9月，俄羅斯吞併烏克蘭四州后，乌克兰申请加入北约。
2008年布加勒斯特峰会期间，北约承诺格鲁吉亚会“在未来加入”，但美国总统巴拉克·奥巴马在2014年表示，该国“目前还没有走上”加入的道路。

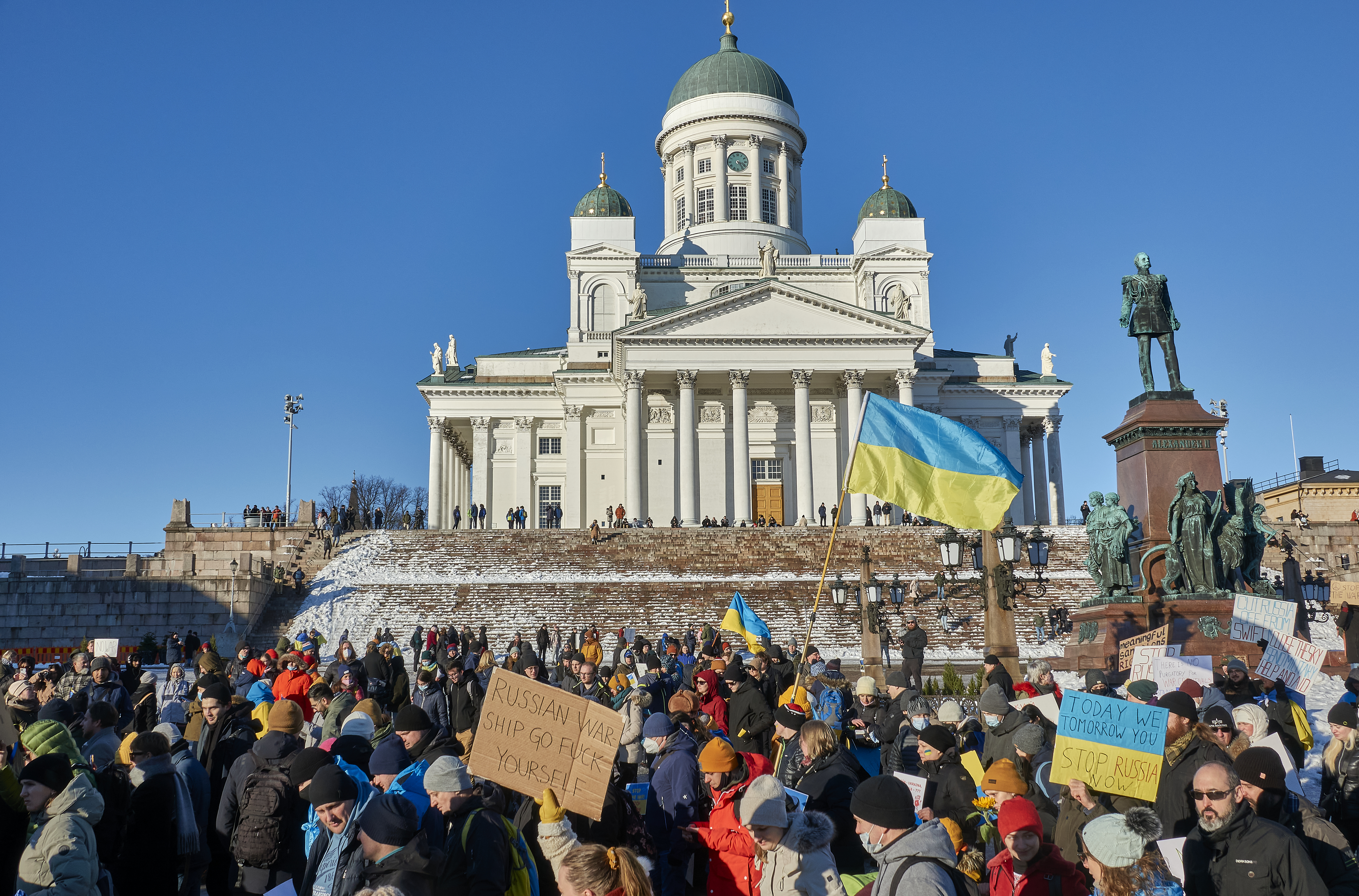
2022年2月，在芬兰赫尔辛基参议院广场举行的反对俄罗斯入侵乌克兰的集会上，抗议者游行经过沙皇亚历山大二世的雕像

俄罗斯继续反对北约进一步扩张，认为这与苏联领导人米哈伊尔·戈尔巴乔夫与欧洲和美国谈判之间允许德国和平统一的非正式谅解不一致。2016年6月列瓦达中心的一项民意调查发现，68%的俄罗斯人认为在波罗的海国家和波兰（与俄罗斯接壤的前东欧集团国家）部署北约军队对俄罗斯构成威胁。相比之下，皮尤研究中心2017年的一份报告中，65%的受访波兰人将俄罗斯视为“主要威胁”，在所有北约国家中，平均有31%的人这样认为，2018年接受调查的67%的波兰人赞成美军驻扎在波兰。在盖洛普2016年调查的非独联体东欧国家中，除塞尔维亚和黑山外，所有国家都更有可能将北约视为一个保护性联盟，而不是威胁。2006年发表在《安全研究》杂志上的一项研究认为，北约的扩大有助于中欧和东欧的民主鞏固。中国也反对北约进一步扩张。

### 北约国防开支

#### 直接来源
成员国根据人均国民总收入和其它因素在内的成本分摊公式为北约的三个共同基金（民用和军事预算以及安全投资计划）支付费用。2023-2024年，美国和德国是最大的贡献者，各占16.2%。

#### 间接来源
成员国维护自己的军队和装备。他们通过自愿派遣部队和装备为北约的行动和任务做出贡献。自2006年以来，目标一直是每个国家至少将其国内生产总值的2%用于国防；2014年，北约的一份宣言称，未达到这一目标的国家将“在十年内朝着2%的指导方针迈进”。2022年7月，北约估计11个成员国将在2023年实现这一目标。2024年2月14日，北约秘书长延斯·斯托尔滕贝格表示，18个成员国在2024年将实现2%的目标。2024年6月17日，即2024年华盛顿峰会之前，斯托尔滕伯格更新了这一数字，并宣布32个北约成员国中有23个达到了其国内生产总值2%的国防开支目标，创下历史新高。北约补充说，仅在过去一年，欧洲成员国和加拿大的国防开支就增长了18%。

## 军事支出
| 成员             | 人口        | GDP （十億美元） | 国防开支（美元）  | 国防开支（美元） | 国防开支（美元） | 国防开支（美元）          | 军队人数  |
| 成员             | 人口        | GDP （十億美元） | 总计 （百万美元） | 占实际GDP百分比  | 人均             | 每1,000名军人（百万美元） | 军队人数  |
| ---------------- | ----------- | ---------------- | ----------------- | ---------------- | ---------------- | ------------------------- | --------- |
| 阿尔巴尼亚       | 3,074,579   | 16.75            | 198               | 1.26             | 58               | 29                        | 6,800     |
| 比利时           | 11,720,716  | 529.55           | 4,921             | 0.93             | 392              | 189                       | 26,000    |
| 保加利亚         | 6,966,899   | 70.13            | 1,079             | 1.61             | 132              | 43                        | 25,000    |
| 加拿大           | 38,436,447  | 2,016.00         | 21,885            | 1.27             | 569              | 304                       | 72,000    |
|                  | 4,227,746   | 63.17            | 1,072             | 1.75             | 238              | 71                        | 15,000    |
| 捷克             | 10,702,498  | 261.73           | 2,969             | 1.19             | 236              | 114                       | 26,000    |
| 丹麦             | 5,869,410   | 360.51           | 4,760             | 1.35             | 760              | 280                       | 17,000    |
| 爱沙尼亚         | 1,228,624   | 32.74            | 669               | 2.13             | 429              | 106                       | 6,300     |
| 芬兰             | 5,553,000   | 267.61           | 5,287             |                  |                  |                           | 21,500    |
| 法國             | 67,413,000  | 2,938.00         | 50,659            | 1.84             | 709              | 244                       | 208,000   |
| 德国             | 83,190,556  | 4,319.00         | 54,113            | 1.36             | 591              | 294                       | 184,000   |
| 希腊             | 10,718,565  | 211.64           | 4,844             | 2.24             | 431              | 46                        | 105,000   |
| 匈牙利           | 9,771,827   | 180.50           | 2,080             | 1.21             | 178              | 104                       | 20,000    |
| 冰島             | 354,234     | 24.24            | 不適用            | 不適用           | 不適用           | 不適用                    | 不適用    |
| 義大利           | 60,317,116  | 2,106.00         | 24,482            | 1.22             | 385              | 137                       | 179,000   |
| 拉脫維亞         | 1,881,232   | 36.77            | 724               | 2.01             | 325              | 113                       | 6,400     |
| 立陶宛           | 2,731,464   | 56.23            | 1,084             | 2.13             | 336              | 53                        | 21,000    |
| 盧森堡           | 628,381     | 72.99            | 391               | 0.55             | 552              | 434                       | 900       |
| 蒙特內哥羅       | 609,859     | 5.69             | 92                | 1.65             | 126              | 58                        | 1,600     |
| 荷蘭             | 17,674,000  | 1,012.99         | 12,419            | 1.35             | 655              | 303                       | 41,000    |
| 北馬其頓         | 2,125,971   | 13.33            | 108               | 1.09             | 51               | 15                        | 7,200     |
| 挪威             | 5,467,439   | 422.06           | 7,179             | 1.70             | 1,308            | 359                       | 20,000    |
| 波蘭             | 38,282,325  | 606.73           | 11,971            | 2.01             | 296              | 97                        | 123,000   |
| 葡萄牙           | 10,344,802  | 251.70           | 3,358             | 1.41             | 299              | 112                       | 30,000    |
| 羅馬尼亞         | 21,302,893  | 261.87           | 5,043             | 2.04             | 225              | 73                        | 69,000    |
| 斯洛伐克         | 5,440,602   | 111.87           | 1,905             | 1.74             | 322              | 147                       | 13,000    |
| 斯洛維尼亞       | 2,102,678   | 56.85            | 581               | 1.04             | 253              | 85                        | 6,800     |
| 西班牙           | 47,450,795  | 1,450.00         | 13,156            | 0.92             | 264              | 109                       | 121,000   |
| 瑞典             | 10,481,937  | 623.05           |                   |                  |                  |                           | 23,600    |
| 土耳其           | 83,614,362  | 794.53           | 13,919            | 1.89             | 225              | 32                        | 435,000   |
| 英国             | 67,081,000  | 3,108.00         | 60,376            | 2.13             | 979              | 419                       | 144,000   |
| 美国             | 332,639,102 | 22,320.00        | 730,149           | 3.42             | 2,072            | 546                       | 1,338,000 |
| 北大西洋公约组织 | 972,304,959 | 49,534.62        | 1,036,186         | 2.51             | 1,045            | 317                       | 3,313,100 |

### 相关争议
2019年11月28日，北約宣布同意降低美國的分攤費用。預算新規定已於2021年生效，美、德各負擔北約預算的16%，過去美國分攤占比為22%，北約每年預算約25億美元。另外，成員國也同意在2024年達到軍事支出占國內生產毛額（GDP）2%的標準，至2019年时，32個成員國中僅6國達到該目標。

## 与第三国的伙伴关系

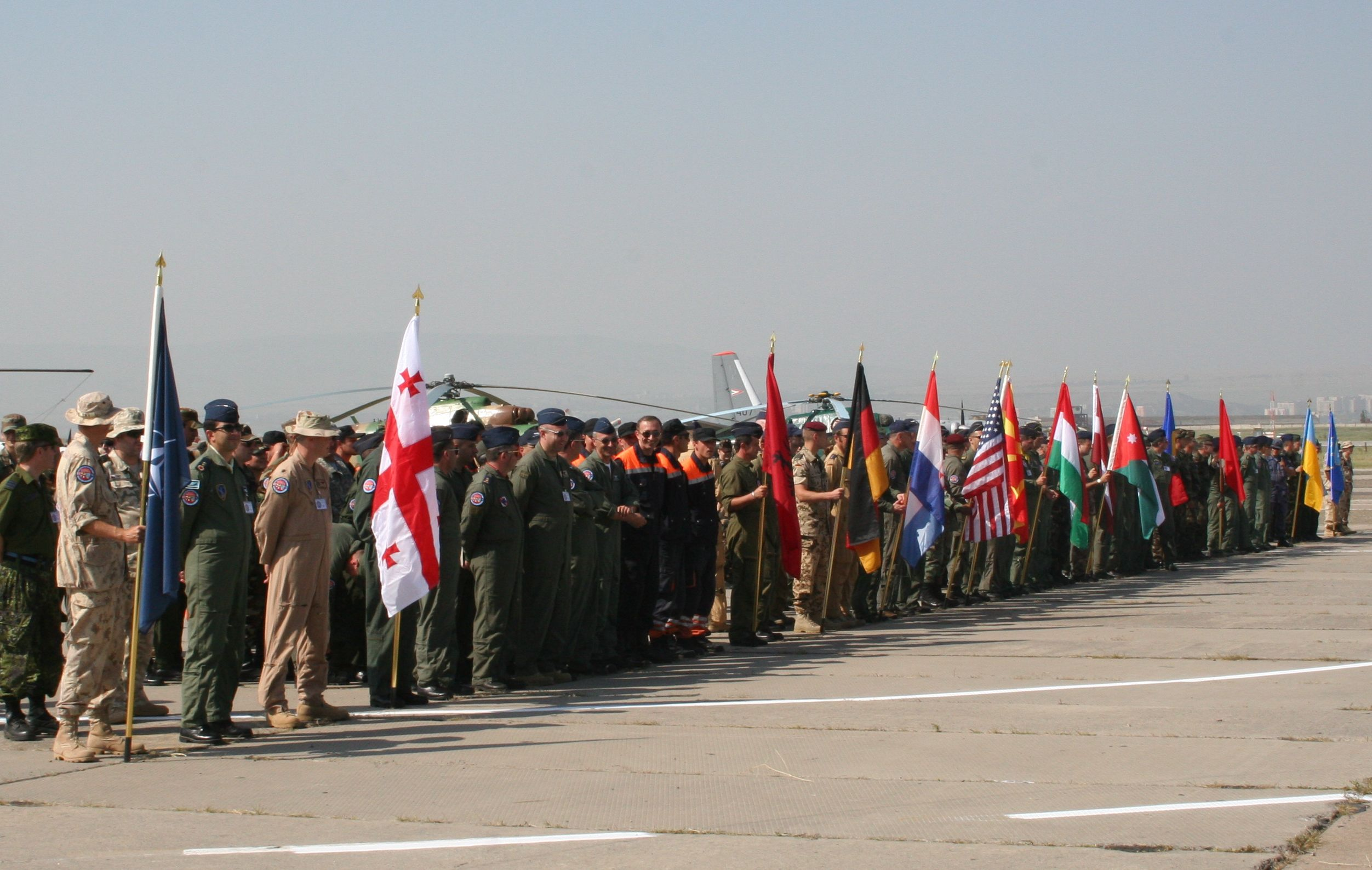
和平伙伴关系组织了多国军事演习，如2007年7月在第比利斯举行的“合作射手”演习，来自四个北约成员国、八个和平伙伴关系成员国和地中海对话参与国约旦共500名军人参加了演习

和平伙伴关系计划成立于1994年，以每个伙伴国与北约之间的个别双边关系为基础：每个国家都可以选择其参与程度。成员包括独立国家联合体所有现任和前任成员。欧洲-大西洋合作理事会（EAPC）于1997年5月29日首次成立，是所有50个参与者之间定期协调、协商和对话的论坛。和平伙伴关系方案被认为是欧洲-大西洋伙伴关系的业务部门。还联系了其它第三国参与和平伙伴关系框架的活动，如阿富汗伊斯兰共和国。
2002年12月16日，欧洲联盟根据柏林附加協定与北约签署了协议。根据这项协议，欧盟如果想在国际危机中独立行动，就有可能使用北约资产，条件是北约本身不想采取行动，即所谓的“优先购买权”。例如，1982年《里斯本条约》第42条第7款规定，“如果一个成员国是其领土上武装侵略的受害者，其它成员国应尽其所能向其提供援助和协助的义务”。该条约在全球范围内适用于特定领土，而根据其第6条，北约仅限于北回归线以北的军事行动。它为也与伙伴关系计划有联系的欧盟国家提供了一个“双重框架”。
此外，北约与许多其它非北约国家合作并讨论其活动。地中海对话成立于1994年，旨在以类似的方式与以色列和北非国家进行协调。《伊斯坦布尔合作倡议》于2004年宣布，作为中东对话论坛，它与地中海对话相同。这四个参与者也通过海湾阿拉伯国家合作委员会联系在一起。2018年6月，卡塔尔表示希望加入北约，但被排除在外，称根据北大西洋公约第10条，只有欧洲国家可以加入。卡塔尔和北约早些时候于2018年1月签署了一项联合安全协议。
与日本的政治对话始于1990年，北约逐渐增加了与不属于任何这些合作倡议的国家的联系。1998年，北约制定了一套总体指导方针，不允许关系正式制度化，但反映了盟国加强合作的愿望。经过广泛辩论，盟军于2000年商定了“接触国”一词。到2012年，联盟扩大了该小组，该小组以“全球合作伙伴”或“全球各地的合作伙伴”的名义开会讨论反盗版和技术交流等问题。澳大利亚和新西兰都是联系国，也是澳新战略联盟的成员，联系国和北约成员国之间的类似区域或双边协议也有助于合作。北约秘书长延斯·斯托尔滕贝格表示，北约需要与澳大利亚、新西兰、日本和韩国密切合作，“应对中国崛起”。哥伦比亚是北约的最新合作伙伴，可以参与北约提供的各种合作活动；它是第一个也是唯一一个与北约合作的拉丁美洲国家。

## 结构

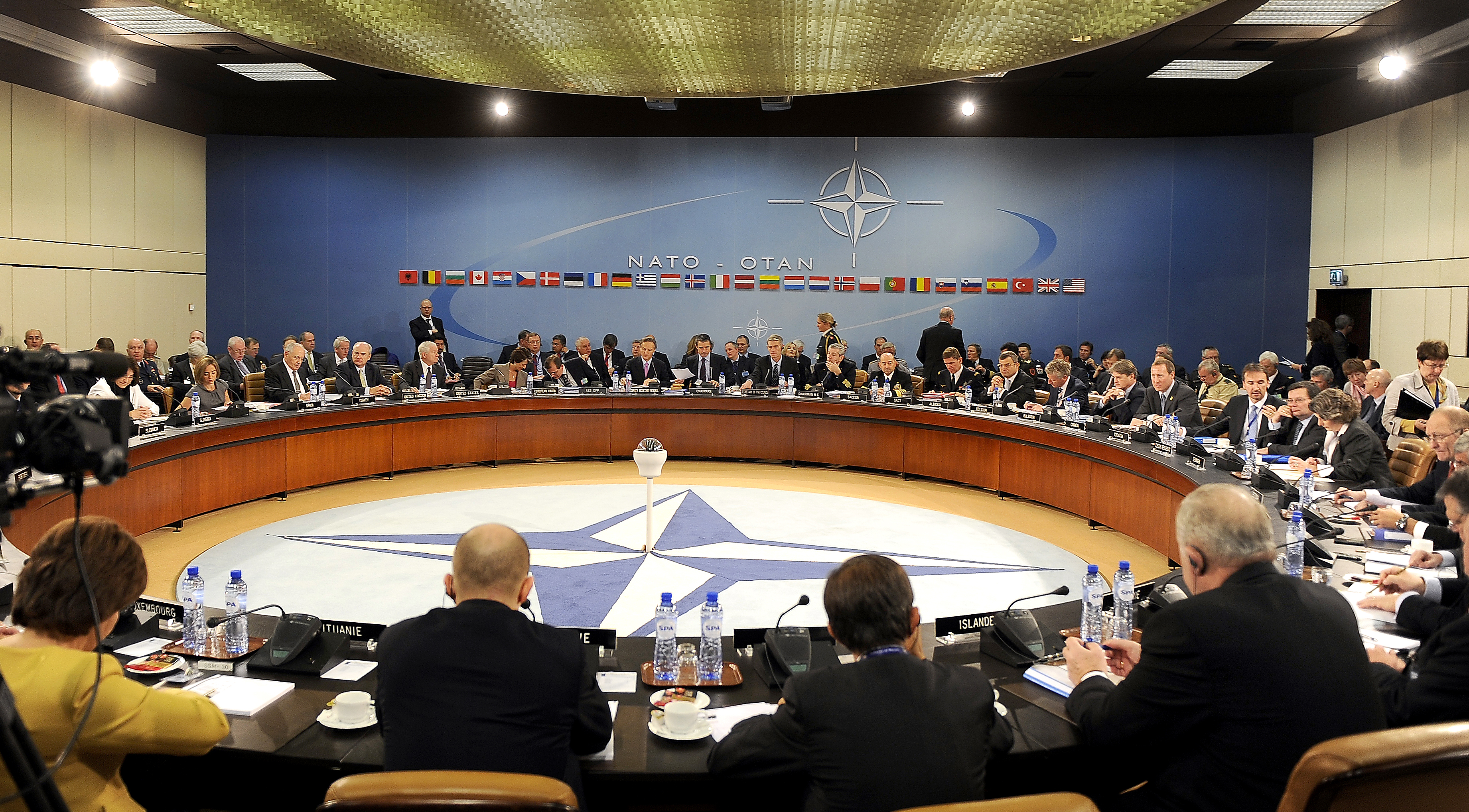
北大西洋理事会于2010年召开会议，由国防部长/外交部长组成

北约的所有机构和组织都被纳入文职行政或军事行政角色。在大多数情况下，它们的职责直接或间接地支持整个联盟的安全。
文职机构包括：
- 北大西洋理事会（NAC）是北约中的决策机构，由成员国常驻代表或更高级别的代表（外交部长或国防部长，或国家元首或政府首脑）组成。NAC每周至少召开一次会议，就北约的政策做出重大决定。北大西洋理事会会议由北大西洋公约组织秘书长主持，在必须作出决定时，以协商一致方式商定行动，没有投票或多数决定。出席安理会议席或其任何下属委员会的每个国家都拥有本国的主权和责任。[162][163]

- 北约议会大会（英语：NATO Parliamentary Assembly）（NATO PA）是为北约制定战略目标的机构，每年举行两次会议，其直接与任命常任理事国或驻北约大使的成员国国家政府议会互动。北约议会大会由北大西洋联盟成员国以及13个准成员国组成。然而，它与北约不同，其目的是与北约国家的代表一起在北约理事会讨论安全政策。[164]

- 北约总部位于比利时布鲁塞尔。总部的工作人员由成员国的国家代表团组成，包括文职和军事联络处、官员或伙伴国的外交使团和外交官，以及由成员国武装部队现役人员组成的国际工作人员和国际军事人员。非政府组织也可以在大西洋理事会或者大西洋公约联盟运动（英语：Atlantic Treaty Association）下支持北约。[165][166][167][168]

军事机构包括：
- 北约军事委员会（英语：NATO Military Committee）（MC）是北约的军事机构，由成员国国防部长（CHOD）组成，就军事政策和战略向北大西洋理事会（NAC）提供建议。成员国国防部长定期由其常驻军事代表代表参加军事委员会，他们通常是两星级或三星级的将军。与安理会一样，军事委员会也不时举行更高级别的会议，即国防部长级会议，国防部长是每个国家武装部队中最高级的领导。MC由委员会主席领导，主席负责指导北约的军事行动。2008年，军事委员会将法国排出在外，因为法国于1966年决定退出北约军事指挥结构，1995年重新加入。在法国重新加入北约之前，它在国防规划委员会中没有代表，这导致了它与北约成员国之间的冲突。[169][170][171]

- 盟军作战司令部（英语：Allied Command Operations）（ACO）是负责北约全球行动的北约司令部。[172]

- 北约快速反应部队包括欧洲军团、德国/荷兰军团（英语：1 German-Netherlands Corps）、东北多国军团（英语：Multinational Corps Northeast）和北约快速部署意大利军团（英语：NATO Rapid Deployable Corps – Italy）等，以及海军高度戒备部队（HRF），它们都向盟军司令部作战部报告。[173]

- 盟军转型司令部（英语：Allied Command Transformation）（ACT），负责北约部队的改革和训练。[174]

### 北约指挥官的法律权威

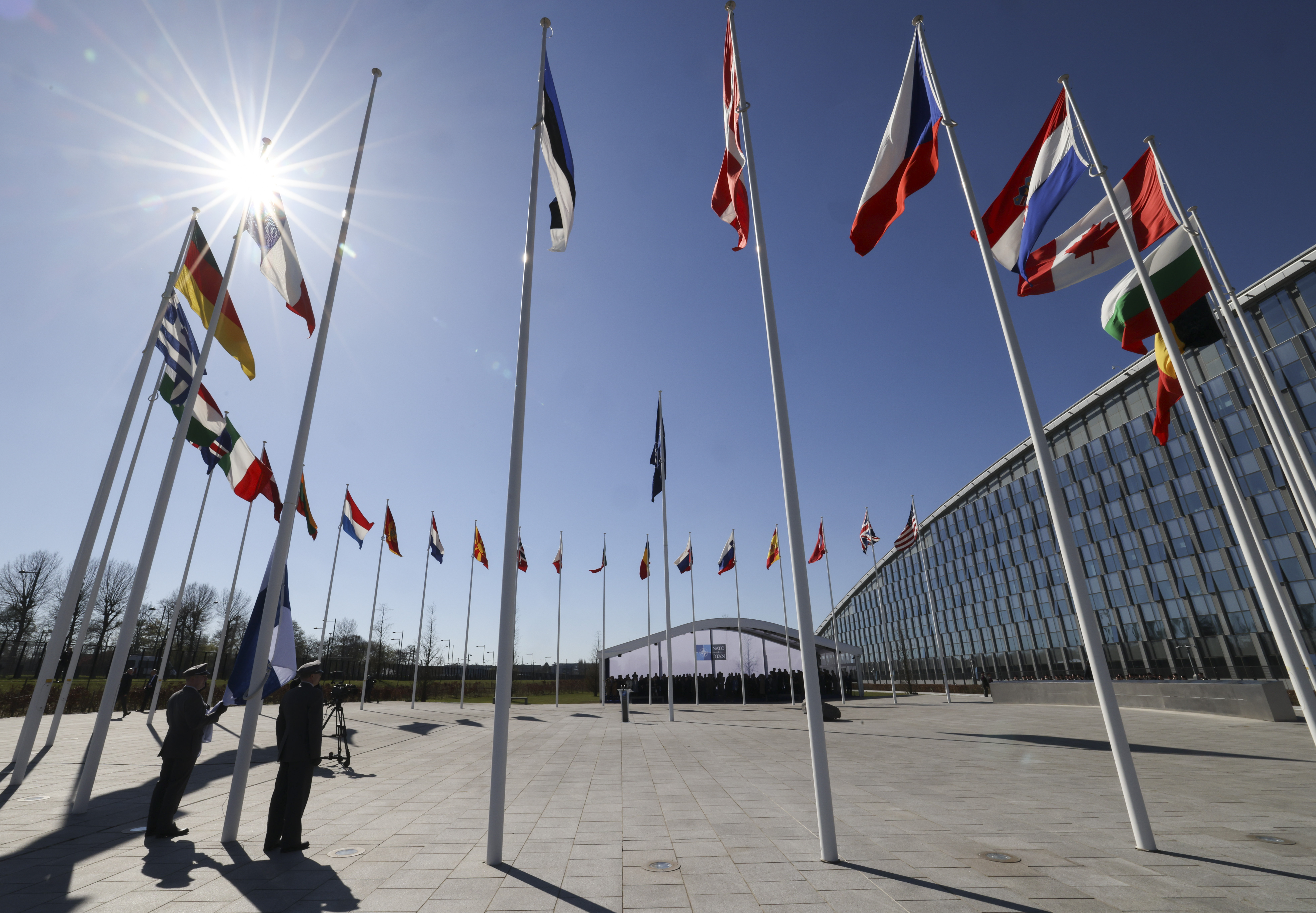
布鲁塞尔北约总部外的北约成员国国旗

北约是一个由32个主权国家组成的联盟，其个人主权不受加入该联盟的影响。北约没有议会，没有法律，没有执法，也没有惩罚公民个人的权力。由于缺乏主权，北约指挥官的权力和权威是有限的。北约指挥官不能惩罚不遵守合法命令等罪行；渎职；或对高级官员的不尊重。北约指挥官希望服从，但有时需要将他们的愿望或计划服从于运营商，而运营商本身也受到像联合作战司令部这样的主权行为准则的约束。
北约指挥官可以以作战计划（OPLAN）、作战命令（OPORDER）、战术指导或零碎命令（FRAGO）等形式向其下属指挥官发出命令。必须遵守联合交战规则，必须始终遵守国际人道法。作战资源“仍由国家指挥，但已暂时移交给北约。尽管这些国家部队通过正式的权力移交程序，已置于北约指挥官的作战指挥和控制之下，但它们从未失去其民族特色。”高级国家代表，如国防参谋长，“被指定为所谓的红牌持有者”。警告是“逐个国家列出的限制……北约指挥官……必须考虑到”。

### 类似组织
- AUKUS

- 太平洋安全保障條約

- 巴尔干协约 (1953年)

- 集体安全条约组织

- 五眼聯盟

- 五国联防

- 自由世界军事援助部队（英语：Free World Military Assistance Forces）

- 美洲国家间互助条约

- 伊斯兰反恐军事联盟

- 中部公約組織

- 东北亚条约组织（英语：Northeast Asia Treaty Organization）

- 上海合作组织

- 南大西洋和平合作区（英语：South Atlantic Peace and Cooperation Zone）

- 東南亞條約組織

- 联合国军